# Eduardo Vargas
Eduardo Jesús Vargas Rojas (Renca, Santiago, 20 de noviembre de 1989) es un futbolista chileno que se desempeña como delantero o mediapunta y milita en Audax Italiano de la Primera División de Chile. Es internacional absoluto con la selección de Chile desde 2009, con la que ha sido campeón de la Copa América en 2015 y 2016. Cabe destacar que es el segundo goleador histórico de la selección chilena solo detrás de Alexis Sánchez. Fue parte de la Generación Dorada del fútbol chileno.
En 2006 debutó en la Primera División de Chile con Cobreloa. Tras cuatro años en el club loíno, fichó por la Universidad de Chile, club con el que obtuvo dos campeonatos nacionales, además del primer título internacional en la historia de la institución, la Copa Sudamericana 2011, certamen donde marcó 11 anotaciones, las que lo ubican como el máximo goleador histórico en una edición del torneo. En diciembre de ese año se oficializó su traspaso al Napoli italiano por US$14,8 millones. Al no tener continuidad en el equipo, ya que no entraba en los planes del entrenador Rafa Benítez, en 2013 el club decidió darle la oportunidad de que tuviera minutos de juego, teniendo importantes pasos, en calidad de cedido, por clubes como el Grêmio de Brasil, el Valencia de España y el Queens Park Rangers de Inglaterra.
Con 44 tantos, es el segundo máximo goleador histórico de la selección chilena, por delante de Marcelo Salas y a seis del récord de Alexis Sánchez. En julio de 2015, se consagró campeón de la Copa América con la selección chilena, proclamándose como máximo anotador del campeonato junto con el peruano Paolo Guerrero, ambos con 4 tantos. En junio de 2016, volvió a coronarse campeón de la Copa América Centenario con la Roja, siendo esta vez el único goleador del torneo con 6 anotaciones como en el partido contra México en el cual metió 4 goles. En diciembre de 2020, tras su paso por los Tigres de la UANL, se coronó campeón de la Liga de Campeones de la Concacaf, siendo este el primer título internacional de los felinos. 

## Trayectoria
Sus inicios en el fútbol fueron en las divisiones inferiores de los equipos Universidad Católica y Palestino. Sin embargo, nunca pudo tener una continuidad prolongada en ellos, ya que las instalaciones de los clubes se encontraban muy lejos del lugar en donde vivía (Renca).
En 2005 fue invitado a participar en un reality en la disciplina de Fútbol 7, patrocinado por Adidas y emitido por la cadena televisiva Fox Sports, donde era parte del equipo llamado "Adidas Selection Team" (AST). En 2006 llegó a Chile para hacer su pretemporada en el equipo de Puerto Rico Islanders, que traía entre sus filas a Gustavo Barros Schelotto. Su representante, Andrés Alvarado, era amigo del equipo isleño y consiguió que Eduardo Vargas jugara una temporada en ese equipo. Con 15 años, jugó algunos partidos de titular y fue una experiencia enriquecedora para el jugador.
Más tarde, en la segunda mitad de 2006, Eduardo Vargas fue seleccionado en un club "amateur", el cual participó en un torneo realizado en Puerto Montt y en el que se consagró como el goleador (junto a Arturo Vidal), llamando la atención del entrenador Osvaldo Hurtado, el cual, lo recomendó para probarse en Cobreloa, por entonces a cargo del director técnico Jorge Aravena quien tomó la decisión de incorporarlo al club.

### Cobreloa (2006-2009)

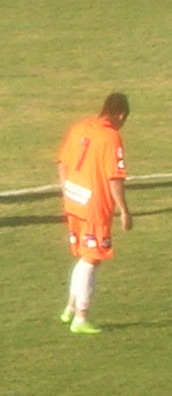
Eduardo Vargas en 2009, jugando ante el cuadro de Cobresal.

Su debut como profesional lo realizó en Cobreloa en 2006. En el club calameño se dio a conocer, disputando un total de ocho torneos, tanto de Apertura como de Clausura. Participó en la división creada en 2006 de Cobreloa, Cobreloa B, junto a otros jugadores como Junior Fernándes, Patricio Castañeda, Rodolfo González entre otros cadetes de Cobreloa, durante ese período. En su estadía en la filial logró anotar goles a San Marcos de Arica
y Universidad Arturo Prat.
Durante 2006 fue promovido al plantel de honor de Cobreloa, debutando contra el equipo de Puerto Montt en el Estadio Regional de Chinquihue. En 2008 anotó su primer gol como profesional ante el conjunto de Palestino, válido por el Torneo de Apertura. Sus buenas actuaciones en el norte llevaron a que a comienzos de 2010 fuera contratado por Universidad de Chile.

### Universidad de Chile (2010-2011)

#### 2010
El 6 de enero de 2010 el club dueño de su pase Cobreloa, tras largas negociaciones logró un acuerdo con Universidad de Chile, por $750 mil dólares por el 40% del pase un contrato de 4 años. Al año siguiente la «U» pagó $625 mil dólares por el 25% del pase, quedándose con el 65% en su poder.
Debutó oficialmente el domingo 29 de febrero, contra Cobresal por la primera fecha del Campeonato Nacional 2010 en el Estadio Bicentenario Francisco Sánchez Rumoroso. Ese partido lo ganó la «U» por 5-1, y el último tanto para los "azules" lo marcó Eduardo Vargas, redondeando una buena actuación de su equipo. Meses más tarde, fue clave en el sistema táctico de Universidad de Chile en la Copa Libertadores 2010, marcando un gol en la victoria de la Universidad de Chile sobre Flamengo por 2 a 1, y otro ante Alianza de Lima en el empate 2 a 2 en Santiago (resultado que a la postre le daría a la «U» el pase a cuartos de final de dicho torneo continental).

#### 2011
En el año 2011 el Universidad de Chile comenzó el año con Jorge Sampaoli como director técnico, el cual tomó en consideración a Eduardo, y lo hizo debutar en el Torneo de Apertura 2011 ante Deportes la Serena, para luego jugar el Superclásico ante Colo-Colo, válido por una nueva edición de la Copa Gato, partido que terminó 3 - 1 a favor de los azules.
Durante lo que restaba del año Eduardo fue considerado normalmente como titular en la escuadra "laica", favorecido por Jorge Sampaoli, al regresarlo a su posición natural de delantero, en este caso de puntero derecho y no de volante (como lo consideraba Gerardo Pelusso en el año 2010).
Gracias al planteamiento ofensivo del DT, Vargas fue figura durante todo el Torneo Apertura 2011 gracias su potencia, velocidad, y desbordes por la derecha, los cuales fueron una pesadilla para los defensas rivales, logrando así afinar su juego y convertirse en uno de los goleadores del equipo, junto a Gustavo Canales y Edson Puch. Finalmente, todo aquello le permitió consagrarse campeón del Apertura 2011, ganando una final "histórica" ante la Universidad Católica, por un marcador de 4-1 a favor (luego de haber perdido 0-2 en la final de ida).

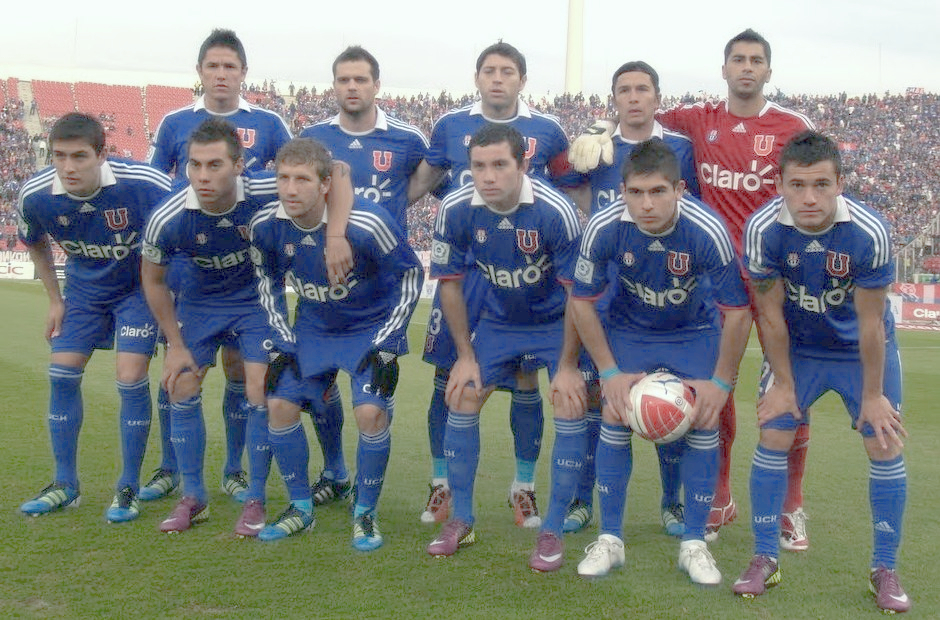
En el año 2011, Vargas fue la máxima figura de Universidad de Chile.

Una vez terminado el semestre, Vargas fue elegido, según los capitanes de los equipos de Primera División, el "Mejor Jugador". También se llevó distinción doble en la Gala del Fútbol organizada por el SIFUP siendo premiado como mejor delantero del campeonato y mejor jugador de la misma competencia.
Por lo mismo, el jugador fue declarado intransferible en el segundo semestre de 2011, debido a su vital importancia en el equipo. Una decisión de la que los dirigentes del club no se arrepentirían, ya que meses más tarde Vargas llegaría a ser fundamental para el rendimiento del equipo en la Copa Sudamericana 2011, trofeo que la "Universidad de Chile" ganaría con 11 goles de Eduardo Vargas (entre los que se cuentan 3 en las dos finales ante Liga Deportiva Universitaria).
El jugador fue galardonado como "mejor jugador de la Copa Sudamericana" y "goleador de la Copa Sudamericana 2011" (por sus 11 goles). Además recibió el título de "Máximo Goleador Histórico de la Copa Bridgestone Sudamericana. Todo esto hizo que la tasación del jugador subiera enormemente, e incluso le permitió ser candidato a Mejor jugador de América 2011, obteniendo finalmente el segundo lugar (solo superado por el brasileño Neymar).
Finalmente, y luego de que varios equipos europeos pretendieran a Vargas (entre ellos: AC Milan, Manchester City, Inter de Milán, Arsenal FC, Chelsea, Zenit, y Valencia C.F), el club que lo fichó fue el S. S. C. Napoli quién pagó US$ 18,5 millones (siendo la cifra más alta de un jugador salido desde Chile).

### Napoli (2012)
Fue presentado en el S. S. C. Napoli con el número 16, haciendo su debut en la Copa Italia ante el Cesena. Nunca logró ser titular y solo ingresó en los últimos minutos de algunos los partidos. El 14 de marzo de 2012 hace su debut en UEFA Champions League entrando al minuto 110 de la prórroga, en el partido de vuelta de los octavos de final contra el Chelsea, sin embargo el partido terminó 4-1 favorable al Chelsea, eliminando así al Napoli. Posteriormente para la temporada 2012-13 Eduardo ocupa el número 9, sin embargo siguió siendo suplente en el cuadro de Nápoles.
El 20 de septiembre de 2012, y tras casi 9 meses, Vargas convierte sus primeros goles desde su llegada al equipo napolitano, convirtiéndole una tripleta al AIK Estocolmo por la UEFA Europa League 2012/13, dándole el triunfo por 4-0 al Napoli, y siendo reemplazado en el minuto 79. Debido al rendimiento irregular que tuvo en el elenco italiano, fue puesto en lista de préstamos, llegando una oferta del Grêmio de Brasil para una cesión de 1 año, para jugar la Copa Libertadores 2013.

### Grêmio de Porto Alegre (2013)
Debido a que el jugador no logró adaptarse al Napoli, Riccardo Bigon, director deportivo del club, dijo que partiría a préstamo para la siguiente temporada. Aunque estuvo a punto de firmar por São Paulo, el fichaje finalmente cayó y Vargas acabó por firmar para Grêmio de Porto Alegre por 1,3 millones de dólares. La información la confirmó Riccardo Bigon, quien declaró: «Hemos tenido varias propuestas de Eduardo, pero creemos que ésta es la mejor, y se unirá a Grêmio en calidad de préstamo, porque todavía el club no quiere desprenderse de él. Creemos en la capacidad de Vargas.»
Debutó en su nuevo club el 23 de enero del mismo año en la derrota por 0-1 ante Liga de Quito, en un encuentro válido por la clasificación a fase de grupos de la Copa Libertadores. Vargas entró en el segundo tiempo; no tuvo buen rendimiento en labores ofensivas. En el encuentro de vuelta ganaron por 1-0 tras un gol de Elano, por lo que la eliminatoria se definió en los penales, instancia en la que triunfó el cuadro brasileño por 5-4 con un tanto del chileno. Casi un mes después, el 20 de febrero de 2013, convirtió su primer gol tras anotar el tercer tanto frente a Fluminense por el Grupo 8 de la Copa Libertadores 2013.
Finalmente en la temporada 2013 del fútbol brasileño, Grêmio de Porto Alegre fue subcampeón, superado por Cruzeiro. En total, Vargas jugó 36 partidos y anotó 10 goles. Su rendimiento regular en el equipo portoalegrense lo hicieron ser pretendido por varios otros clubes (entre ellos Santos F.C, Benfica y Sao Paulo), pero su nuevo destino sería un equipo de España: Valencia C. F.

### Valencia (2014)
El 23 de enero de 2014 se hace oficial su cesión del Napoli al Valencia Club de Fútbol de la Primera División de España hasta el 30 de junio de 2014 para disputar la segunda mitad de la temporada española, intentando mejorar el aspecto ofensivo del conjunto valencianista dirigido por el técnico Juan Antonio Pizzi, que solicitó la contratación del futbolista.
Su debut vistiendo el dorsal 17 se produjo el 1 de febrero de 2014 en el Camp Nou en el encuentro Barcelona-Valencia de la jornada 22.ª del campeonato de Liga, entrando en el minuto 72 sustituyendo al delantero Paco Alcácer. El partido terminó con victoria valencianista por 2-3. Una semana después, el 8 de febrero, marcó su primer gol con la camiseta che en el encuentro de la jornada 23.ª disputado en Mestalla frente al Real Betis de su compatriota Lorenzo Reyes, realizando una buena labor ofensiva en la goleada 5-0 y anotando el quinto gol en el minuto 79 a pase de Míchel Herrero.
Hizo su debut en competición europea con el Valencia el 20 de febrero, en la ida de la ronda de dieciseisavos de final de la Europa League frente al Dínamo de Kiev en el Estadio GSP de Nicosia (Chipre), entrando en el minuto 59 y revolucionando el encuentro hasta anotar su primer gol. El marcador final fue de 0-2 favorable a los valencianistas, y Vargas en solo cuatro encuentros ya había despertado una pequeña atracción por parte de la hinchada.
Finalizó la temporada con 3 goles anotados en la Primera División y 2 en la Europa League. Desempeño que fue criticado por los hinchas, ya que esperaban mucho más de él.

### Queens Park Rangers (2014-2015)
El Valencia no ejerce la opción de compra sobre el jugador al considerarla demasiado elevada y regresa al Napoli, donde sigue sin contar para los planes del técnico Rafael Benítez y se busca ingresar dinero con un alto traspaso tras su participación en el Mundial 2014 con su selección nacional. Al no lograrlo se decide una nueva cesión por una temporada, esta vez al Queens Park Rangers FC, recién ascendido a la Premier League de Inglaterra. El 19 de octubre logra convertir dos goles ante el Liverpool, en la derrota por 2-3 de su equipo. Tras largos meses (22 de marzo de 2015), volvería a anotar frente al Everton F.C. en el minuto 65' logrando el empate parcial. En la fecha siguiente, marcaría nuevamente un gol frente al West Bromwich Albion, con lo que llegó a su cuarto gol en la Premier League. A principios de abril de 2015 sufrió una lesión grado 2 en el ligamento medial colateral de la rodilla izquierda mientras jugaba con su equipo. Se recuperó en 6 semanas. Debido al bajo rendimiento y a la lesión que sufrió; no logró convencer a la directiva.

### TSG Hoffenheim (2015-2016)
Luego de su paso por la Premier League, y tras consagrarse campeón de la Copa América 2015 con la Selección de fútbol de Chile, certamen del cual fue goleador con 4 goles en 6 partidos disputados, en agosto de 2015, TSG 1899 Hoffenheim oficializa el fichaje de Vargas, comprando su carta al club dueño de su pase, SSC Napoli, con un contrato hasta 2019.
Su debut en el cuadro alemán se produjo el 29 de agosto de 2015, en partido válido por la 3° fecha de la Bundesliga 2015-16, encuentro en que SV Darmstadt 98 y TSG 1899 Hoffenheim empataron 0-0, y donde Vargas ingresó a los 76', en reemplazo de Mark Uth. En el partido siguiente, disputado el 13 de septiembre, anotó su primer gol con la camiseta del TSG 1899 Hoffenheim, marcando a los 49' de juego el único tanto de su equipo en la derrota 1-3 ante Werder Bremen. Su segundo tanto en Alemania tardó en llegar, puesto que convirtió seis meses más tarde, el 19 de marzo de 2016, en la victoria 3-1 de su equipo visitando al Hamburgo S.V., por la jornada 27 de la Bundesliga 2015-16, tras asistencia de Kevin Volland.

### Tigres UANL (2017-2020)

#### 2017
En enero de 2017, los Tigres de la UANL oficializaron la contratación de Vargas, de cara al Clausura 2017 de la Liga MX y la Liga de Campeones de la Concacaf 2016-17. Su debut en el equipo de Nuevo León se dio el 4 de febrero de 2017 en la jornada 5 del Clausura 2017 que enfrentó a Tigres contra Toluca en el Estadio Universitario. En dicho encuentro, ingresó a los 72' sustituyendo a Jesús Dueñas.
Su primer gol en tierras mexicanas lo anotó en el minuto 41 del partido entre Tigres y los Pumas de la UNAM, por la ida de los cuartos de final de la Liga de Campeones de la Concacaf 2016-17, disputado el 22 de febrero, el cual terminaría igualado 1 a 1. Posteriormente, se estrenaría en las redes en un partido válido por Liga MX el 5 de marzo, enfrentando a Puebla en condición de visitante, anotando a los 63 minutos de juego, en la victoria 0-2 de su equipo, por la jornada 9 del Clausura mexicano. Previo a iniciar el torneo Apertura 2017, Vargas marcó el gol que le dio el bicampeonato a los Tigres del Campeón de Campeones, derrotando al Chivas de Guadalajara, y ganando así su primer título en México.
Posteriormente, tuvo una buena participación en el Torneo de Apertura 2017, donde logró anotar 7 goles, llegando a una nueva final. Vargas jugó la histórica final contra el archirrival de Tigres, el Monterrey. En la ida, los equipos empataron 1-1. En el partido de vuelta, jugado en el Estadio BBVA Bancomer, Tigres venció al Monterrey por 2-1 con goles de Vargas y Francisco Meza, obteniendo así su segundo título en México.

#### 2018
Luego de una buena campaña en 2017, Tigres ganó su cupo en la Liga de Campeones de la Concacaf 2018. En octavos de final vencieron a Herediano, llegando a cuartos de final. En los partidos de ida y vuelta, Vargas y Gignac anotaron goles importantes contra Toronto, pero perdieron por la regla del gol del visitante, dándole la victoria a Toronto. (v)
El 15 de julio de 2018, Vargas obtuvo una nueva copa con los Tigres al derrotar a Santos, obteniendo el tricampeonato del Campeón de Campeones. Empezando el Torneo de Apertura 2018, Ricardo Ferretti decidió dejar a Vargas como suplente en varios partidos, pero pese a su falta de continuidad, logró anotar goles en los pocos minutos que disponía. En la Copa MX se mantuvo como titular, anotando goles clave para llegar hasta cuartos de final, donde fueron eliminados por Pachuca.
Ante la llegada de una nueva fecha FIFA, Vargas se alistaba para regresar a su selección para unos partidos amistosos contra Japón y Corea del Sur, pero Reinaldo Rueda decidió no citarlo para esos encuentros. Esto ayudó a que se preparara para los siguientes partidos de los Tigres, siendo uno de ellos contra un viejo rival que los eliminó en la reciente Liga de Campeones, el Toronto de Canadá, quien además era el campeón de la Copa MLS 2017. Al ser campeones de sus respectivas ligas, se enfrentaron el 19 de septiembre por la recién estrenada Campeones Cup, duelo en que Vargas fue titular y vencieron a sus verdugos por 3-1, ganando su cuarto título con los felinos.

#### 2019-2020
Tras no alcanzar el liderato del Apertura 2018, Tigres ganó su pase a una nueva Liga de Campeones de la Concacaf 2019. Durante este torneo, y ante una lesión de Gignac, Vargas fue uno de los protagonistas de la gran campaña que llevó a los felinos a una nueva final, pero su eterno rival, el Monterrey les esperaba para una nueva Final Regia. El 23 de abril, Tigres no pudo ante su archirrival, perdiendo por la cuenta mínima. Finalmente el primero de mayo Tigres empató 1-1 con el Monterrey, lo cual los dejó nuevamente como subcampeones del torneo internacional.
Sin embargo, esto no debilitó a los felinos, quienes no tardaron en dar vuelta la página y continuar con su buen desempeño en el Torneo de Clausura, donde Turboman también fue de gran importancia. En semifinales se cruzaron una vez más con el Monterrey, pero esta vez Tigres salió victorioso gracias a las jugadas de Vargas y Guido Pizarro, llegando así a una final contra el Club León. El 23 de mayo Tigres ganó por la cuenta mínima gracias a un gol de Gignac. Durante el partido Edu salió lesionado, lo cual preocupó al Tuca de cara al partido de vuelta. Pese a las molestias, Vargas fue titular el 26 de mayo, donde se alzó como campeón al empatar sin goles contra los leones.

### Atlético Mineiro (2021-2024)
En 2020, fichó por el Atlético Mineiro, ganando el Campeonato Mineiro 2021 y posteriormente se coronó campeón del Campeonato Brasileño de Fútbol Serie A 2021, alcanzando los 13 títulos en su carrera profesional.

### Nacional (2025)
El 22 de enero se concreta su llegada al Club Nacional de Football en condición de libre, con contrato hasta Diciembre de 2026.

## Selección nacional

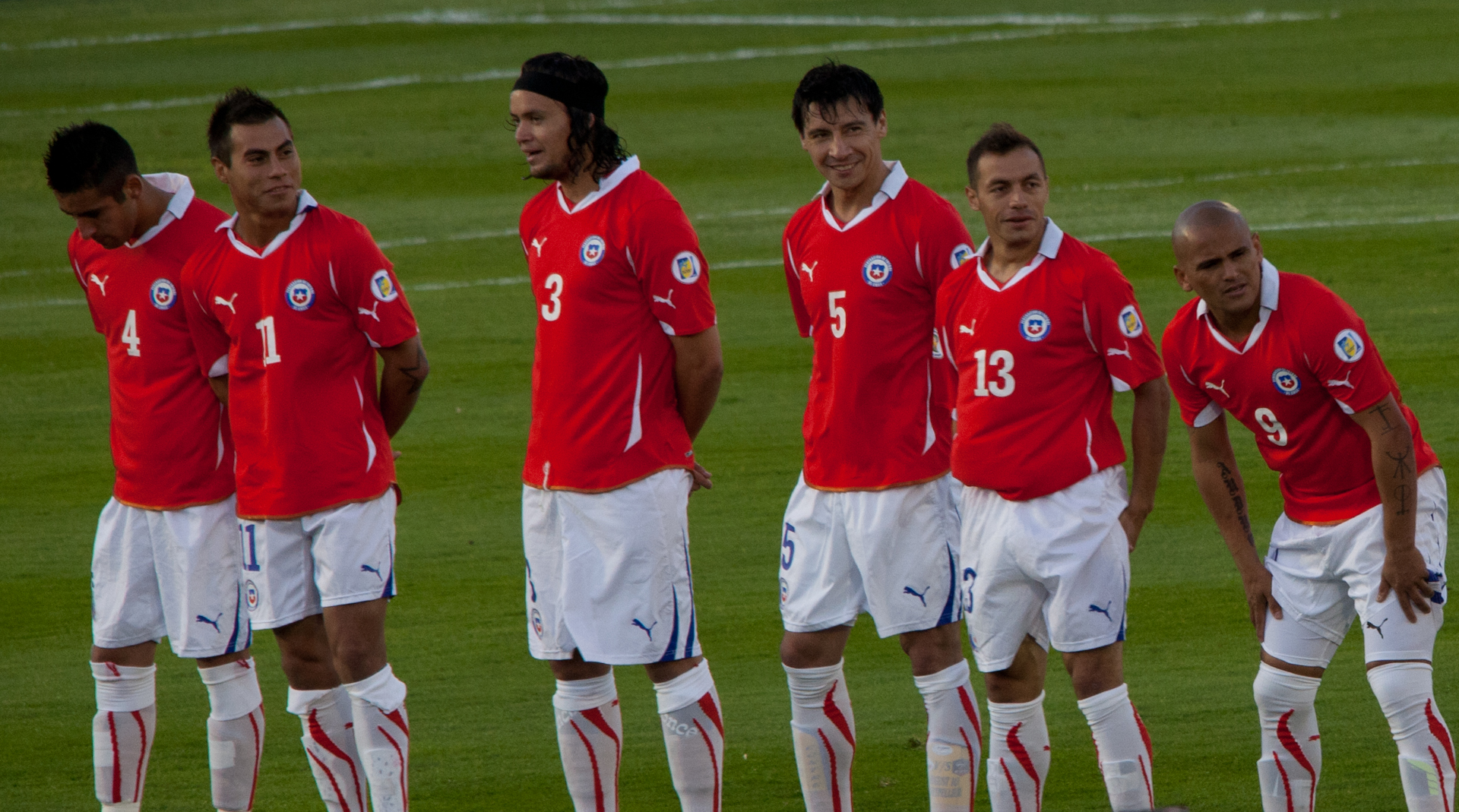
Eduardo Vargas (segundo de izquierda a derecha) jugando por la selección chilena.

### Categorías menores
Integró la selección nacional de Chile sub-18 que se coronó campeón en el torneo João Havelange, realizado en México. En 2008 fue parte de la gira del equipo sub-23 por Oceanía dirigido por el rosarino Marcelo Bielsa, marcando goles ante la selección olímpica de Australia. También marcó 2 goles en un amistoso contra una selección juvenil de Argentina en Buenos Aires en septiembre del mismo año.
Participó en el Torneo Esperanzas de Toulon de 2008 bajo las órdenes de Bielsa, yendo más como una alternativa. En el primer partido del Grupo A contra el local Francia, ingresó al minuto 79 por Fernando Meneses en el triunfo 5-3 en Toulon. Tras ser solo alternativa contra Holanda (triunfo 2-0), jugó los 90 minutos en el triunfo 2-0 sobre Japón cumpliendo un buen partido y así acababan líderes su Grupo con 9 puntos. En las semifinales batieron a Costa de Marfil por 2-1, duelo en el que Vargas ingresó al minuto 70 por Fabián Orellana. Y en la Final cayeron por la cuenta mínima contra Italia con solitaria anotación de Pablo Osvaldo. Vargas jugó 4 partidos en la edición 2008, siendo en un solo de titular, jugando solo 131 minutos y sin poder anotar.
Participó nuevamente en el Torneo Esperanzas de Toulon de 2009, dirigido ahora por Ivo Basay, con quien jugó mucho más. Jugó todo el encuentro en el primer partido de "La Roja" en el Grupo B contra Portugal que acabó en triunfo por la cuenta mínima. Para el segundo duelo contra Catar marcó los 2 primeros goles en la goleada 3-0 que los clasificó a octavos de final. Para el último partido del grupo contra el anfitrión Francia, ingresó en el entretiempo por Michael Silva jugando 40 minutos (para esta edición cada tiempo duraba 40 minutos) en el triunfo por la cuenta mínima contra los galos con solitaria anotación de Gerson Martínez en los descuentos. En las semifinales se enfrentaron a Holanda, marcó el gol chileno al minuto 20 tras pase de Marco Medel, finalizados los 80 minutos igualaron 1-1 y tuvieron que ir a penales para definir al finalista, Vargas marcó el tercer penal chileno marcando el 3-2 momentáneo, luego Toselli atajó el quinto penal holandés a Ricky van Wolfswinkel y finalmente José Barrera puso el 5-4 final para que Chile se clasificará a su segunda final consecutiva en Toulon. En la Final se midieron contra el local Francia en el Estadio Mayol, y a diferencia del año pasado, ahora si lograron vencer en la final por 1-0 con solitaria anotación de Gerson Martínez al anfitrión Francia y en su casa (que contaba con jugadores como Étienne Capoue, Younousse Sankharé, Bakary Sako y Moussa Sissoko, entre otros), para coronarse campeones por primera vez del torneo amistoso.
Vargas jugó los 5 partidos de la selección sub-21 en esa edición de Toulon, anotando 3 goles en los 360 minutos que jugó, siendo el tercer goleador del torneo y segundo de su selección detrás de Gerson Martínez.
Participó nuevamente en un Torneo Esperanzas de Toulon en la edición 2010 ahora bajo el mando de Cesar Vaccia, en el que fue mucho menos protagonista que en la edición anterior. Recién en el tercer y último duelo del Grupo B contra Dinamarca, pudo debutar en esta edición al ingresar en el entretiempo por Carlos Muñoz jugando 40 minutos en la igualdad 1-1 contra los europeos y así por tercera edición consecutiva acabaron primeros su Grupo con 7 puntos. En las semifinales contra Costa de Marfil, pudo debutar de titular en esta edición al jugar todo el partido en la caída 0-2 contra los africanos. En el partido por el tercer lugar contra el anfitrión Francia, nuevamente jugó todo el partido en la caída 1-2. Vargas jugó 3 partidos en esta edición (2 de titular), jugando 200 minutos y sin ser desequilibrante en ningún partido.

#### Participaciones en Torneo Esperanzas de Toulon
| Torneo                              | Sede    | Resultado    | PJ | Goles |
| ----------------------------------- | ------- | ------------ | -- | ----- |
| Torneo Esperanzas de Toulon de 2008 | Francia | Subcampeón   | 4  | 0     |
| Torneo Esperanzas de Toulon de 2009 | Francia | Campeón      | 5  | 3     |
| Torneo Esperanzas de Toulon de 2010 | Francia | Cuarto lugar | 3  | 0     |
| Total                               | Total   | Total        | 12 | 3     |

#### Detalles de partidos
| \| N.º \| Fecha \| Estadio \| Local \| Resultado \| Visitante \| Goles \| Asistencias \| Cambio \| DT \| Competición \| \| ----- \| ---------- \| ------------------------------------ \| --------- \| --------- \| --------------- \| --------- \| ----------- \| --------------------------------- \| -------------- \| ----------------------------------- \| \| 1 \| 20-05-2008 \| Estadio Mayol, Toulon, Francia \| Francia \| 3-5 \| Chile \| \| \| 79' por Fernando Meneses \| Marcelo Bielsa \| Torneo Esperanzas de Toulon de 2008 \| \| 2 \| 24-05-2008 \| Estadio Murat, Solliès-Pont, Francia \| Chile \| 2-0 \| Japón \| \| \| \| Marcelo Bielsa \| Torneo Esperanzas de Toulon de 2008 \| \| 3 \| 27-05-2008 \| Estadio Mayol, Toulon, Francia \| Chile \| 2-1 \| Costa de Marfil \| \| \| 70' por Fabián Orellana \| Marcelo Bielsa \| Torneo Esperanzas de Toulon de 2008 \| \| 4 \| 29-05-2008 \| Estadio Mayol, Toulon, Francia \| Chile \| 0-1 \| Italia \| \| \| 80' por Carlos Villanueva Rolland \| Marcelo Bielsa \| Torneo Esperanzas de Toulon de 2008 \| \| 5 \| 04-06-2009 \| Estadio Mayol, Toulon, Francia \| Portugal \| 0-1 \| Chile \| \| \| \| Ivo Basay \| Torneo Esperanzas de Toulon de 2009 \| \| 6 \| 06-06-2009 \| Estadio Mayol, Toulon, Francia \| Catar \| 0-3 \| Chile \| 23' · 65' \| \| \| Ivo Basay \| Torneo Esperanzas de Toulon de 2009 \| \| 7 \| 08-06-2009 \| Stade de Lattre, Aubagne, Francia \| Chile \| 1-0 \| Francia \| \| \| 40' por Michael Silva \| Ivo Basay \| Torneo Esperanzas de Toulon de 2009 \| \| 8 \| 10-06-2009 \| Estadio Mayol, Toulon, Francia \| Chile \| 1-1 5-4p \| Países Bajos \| 20' \| \| \| Ivo Basay \| Torneo Esperanzas de Toulon de 2009 \| \| 9 \| 12-06-2009 \| Estadio Mayol, Toulon, Francia \| Francia \| 0-1 \| Chile \| \| \| \| Ivo Basay \| Torneo Esperanzas de Toulon de 2009 \| \| 10 \| 23-05-2010 \| Le Grand Stade, Le Lavandou, Francia \| Dinamarca \| 1-1 \| Chile \| \| \| 40' por Carlos Muñoz Rojas \| César Vaccia \| Torneo Esperanzas de Toulon de 2010 \| \| 11 \| 25-05-2010 \| Estadio Mayol, Toulon, Francia \| Chile \| 0-2 \| Costa de Marfil \| \| \| \| César Vaccia \| Torneo Esperanzas de Toulon de 2010 \| \| 12 \| 27-05-2010 \| Estadio Mayol, Toulon, Francia \| Francia \| 2-1 \| Chile \| \| \| \| César Vaccia \| Torneo Esperanzas de Toulon de 2010 \| \| Total \| \| Presencias \| 12 \| \| Goles \| 3 \| \| \| \| \| |            |                                      |           |           |                 |           |             |                                   |                |                                     |
| N.º | Fecha      | Estadio                              | Local     | Resultado | Visitante       | Goles     | Asistencias | Cambio                            | DT             | Competición                         |
| 1 | 20-05-2008 | Estadio Mayol, Toulon, Francia       | Francia   | 3-5       | Chile           |           |             | 79' por Fernando Meneses          | Marcelo Bielsa | Torneo Esperanzas de Toulon de 2008 |
| 2 | 24-05-2008 | Estadio Murat, Solliès-Pont, Francia | Chile     | 2-0       | Japón           |           |             |                                   | Marcelo Bielsa | Torneo Esperanzas de Toulon de 2008 |
| 3 | 27-05-2008 | Estadio Mayol, Toulon, Francia       | Chile     | 2-1       | Costa de Marfil |           |             | 70' por Fabián Orellana           | Marcelo Bielsa | Torneo Esperanzas de Toulon de 2008 |
| 4 | 29-05-2008 | Estadio Mayol, Toulon, Francia       | Chile     | 0-1       | Italia          |           |             | 80' por Carlos Villanueva Rolland | Marcelo Bielsa | Torneo Esperanzas de Toulon de 2008 |
| 5 | 04-06-2009 | Estadio Mayol, Toulon, Francia       | Portugal  | 0-1       | Chile           |           |             |                                   | Ivo Basay      | Torneo Esperanzas de Toulon de 2009 |
| 6 | 06-06-2009 | Estadio Mayol, Toulon, Francia       | Catar     | 0-3       | Chile           | 23' · 65' |             |                                   | Ivo Basay      | Torneo Esperanzas de Toulon de 2009 |
| 7 | 08-06-2009 | Stade de Lattre, Aubagne, Francia    | Chile     | 1-0       | Francia         |           |             | 40' por Michael Silva             | Ivo Basay      | Torneo Esperanzas de Toulon de 2009 |
| 8 | 10-06-2009 | Estadio Mayol, Toulon, Francia       | Chile     | 1-1 5-4p  | Países Bajos    | 20'       |             |                                   | Ivo Basay      | Torneo Esperanzas de Toulon de 2009 |
| 9 | 12-06-2009 | Estadio Mayol, Toulon, Francia       | Francia   | 0-1       | Chile           |           |             |                                   | Ivo Basay      | Torneo Esperanzas de Toulon de 2009 |
| 10 | 23-05-2010 | Le Grand Stade, Le Lavandou, Francia | Dinamarca | 1-1       | Chile           |           |             | 40' por Carlos Muñoz Rojas        | César Vaccia   | Torneo Esperanzas de Toulon de 2010 |
| 11 | 25-05-2010 | Estadio Mayol, Toulon, Francia       | Chile     | 0-2       | Costa de Marfil |           |             |                                   | César Vaccia   | Torneo Esperanzas de Toulon de 2010 |
| 12 | 27-05-2010 | Estadio Mayol, Toulon, Francia       | Francia   | 2-1       | Chile           |           |             |                                   | César Vaccia   | Torneo Esperanzas de Toulon de 2010 |
| Total |            | Presencias                           | 12        |           | Goles           | 3         |             |                                   |                |                                     |

### Selección adulta
El 4 de noviembre de 2009 fue su debut por el seleccionado adulto en un partido amistoso contra Chile disputado en el Estadio CAP de Talcahuano, donde el seleccionado chileno venció por 2:1, por su parte Vargas fue titular y salió al minuto 59' por el sparring Renato González (quien a la postre marcó el 1:1 parcial).
En septiembre de 2011 y 18 meses después de su último llamado (contra Venezuela para un amistoso en marzo de 2010), y tras sus notables actuaciones en Universidad de Chile, el entrenador Claudio Borghi nominó a Vargas para los duelos amistosos contra España (actual campeón del mundo) y México. En el primer duelo, Vargas marcó el segundo tanto chileno al minuto 20 tras una habilitación de Alexis Sánchez y luego quitarse a Iker Casillas para marcar a la vez su primera anotación por la selección adulta, fue reemplazado al minuto 58 por Felipe Seymour por cansancio físico tras hacer un gran partido. Chile perdió 3:2 a pesar de llevar una ventaja de 2:0 durante el primer tiempo. Mientras que en el segundo duelo contra los aztecas ingresó al minuto 63 por Fabián Orellana en la caída 0:1.
El 24 de abril de 2013 tuvo destacada actuación en el amistoso ante Brasil en Belo Horizonte, ya que al minuto 64' marcó un golazo anotando el 2:2 definitivo en tierras brasileñas, luego saldría al minuto 90+1' por el debutante Andrés Robles. Poco después el 10 de septiembre del mismo año, Vargas marcó los 2 tantos de Chile en la igualdad 2-2 contra España (ambos a Víctor Valdés) en Suiza en un trabado partido, en el cual Chile puso en varios aprietos al elenco campeón del mundo dirigido por Vicente del Bosque, obligando a España a empatar en los últimos minutos aprovechando un error del portero Claudio Bravo. Vargas fue elegido el jugador del partido, habiendo en cancha jugadores de la talla de Andrés Iniesta, Alexis Sánchez, Xavi Hernández, Arturo Vidal, Sergio Ramos, etc. Además, logró grabar su nombre en la historia del fútbol chileno, siendo el primer y único jugador hasta el momento en marcar durante seis partidos consecutivos con la camiseta de "La Roja", que previamente era de 5 y estaba compartido por Marcelo Salas y Carlos Caszely. Un mes después, el 19 de noviembre anotó el gol chileno en la caída 1:2 contra Brasil en un amistoso que servía para ambos como preparación de cara al Mundial de 2014, Vargas anotó mientras corría el minuto 71 tras centro de Jean Beausejour el descuento chileno en Toronto. Durante 2013, anotó en 6 partidos consecutivos (Uruguay (2:0), Brasil (2:2), Paraguay (2:1), Bolivia (3:1), Venezuela (3:0) y España -2- (2:2)) y 9 goles en general durante ese año.
El 30 de mayo de 2014 marcó un doblete en la victoria 3:2 sobre Egipto en el Estadio Nacional Julio Martínez Prádanos en Santiago de Chile. Pocos después, el 5 de junio anotó un gol ingresando desde el banco en el triunfo 2:0 sobre Irlanda del Norte en el Estadio Elías Figueroa Brander de Valparaíso, ambos duelos amistosos como preparatorias para la Copa Mundial de Fútbol de 2014. Pocos después el 10 de octubre del mismo año, marcó un doblete en la goleada 3:0 sobre Perú, abriendo la cuenta y marcando el último gol en el Estadio Elías Figueroa Brander de Valparaíso, con el cual quedó en la novena posición de los máximos anotadores de la historia de la selección con 17 dianas, luego saldría al minuto 79 por Ángelo Henríquez. El 14 de noviembre marcó el tercer gol en la goleada 5:0 sobre Venezuela por la copa amistosa 250 años Ciudad de Talcahuano en el Estadio CAP de Talcahuano, siendo este también su último gol en 2014 por la selección.
Fue convocado por Juan Antonio Pizzi para disputar la primera edición del torneo amistoso denominado China Cup en el que Edu fue de los seleccionados que aportaría experiencia a una selección de proyección y debutantes junto a Jean Beausejour, José Pedro Fuenzalida, Carlos Carmona Tello y Cristopher Toselli. En el primer partido debutaron contra Croacia en el Guangxi Sports Center de Nanning el día 11 de enero, Vargas jugó un gran partido ya que al minuto 18 habilitó (algo raro en él ya que esta más acostumbrado a marcar goles que asistir) a César Pinares tras sacarse a tres rivales y dejarlo solo para que marcase el 1:0 parcial, luego los croatas empataron y finalizaron igualados 1:1 los 90 minutos, Vargas abrió los penales para Chile y no falló marcando el 1:0 parcial (siendo este su primer penal que patea por Chile), luego los croatas fallarían uno y el otro lo atajaría Toselli para que Álvaro Ramos marcase el 4:1 final y clasificase a Chile a la final del torneo amistoso chino. Pocos después el 15 de enero, juzgaron la Final de la China Cup 2017 contra Islandia nuevamente en el Guangxi Sports Center, Chile ganó por 1:0 y se consagró campeón en el continente asiático. Vargas jugó los 2 partidos de "La Roja" en el torneo amistoso asiático, dando 1 asistencia en los 180 minutos que jugó y siendo el Mejor Jugador de la Copa.
El 14 de junio de 2017 anotó un gol y dio una asistencia en un duelo contra Rumanía, partido que Chile perdió 3:2 a pesar de llevar una ventaja de 2:0 durante los primeros 32 minutos tras la expulsión de Gary Medel. Todo esto como el último amistoso de Chile de cara a la Copa Confederaciones 2017.
En marzo de 2018, fue marginado de la selección chilena por Reinaldo Rueda tras una supuesta indisciplina, también junto a su compañero Marcelo Díaz, este último debido a una supuesta filtración de información a la prensa chilena. Durante 2018 Vargas solo jugó 1 partido para Chile en el año jugando solo 61 minutos contra Suecia. En mayo de 2019, 14 meses después de su última nominación, volvió a ser convocado por Reinaldo Rueda para el amistoso contra Haití en el Estadio La Portada de La Serena, en el cual respondió con creces ya que al minuto 68 marcó el 1 a 1 parcial tras pase de Erick Pulgar y 2 minutos después José Pedro Fuenzalida puso el 2:1 en un amistoso de preparación de cara a la Copa América 2019.
En marzo de 2024, fue convocado por el nuevo entrenador Ricardo Gareca para disputar 2 partidos amistosos ante Albania y Francia, marcando su regreso a la selección tras 2 años sin ser convocado, anotando ante los albaneses en la victoria por 3-0.

### Mundiales

#### Copa Mundial 2014

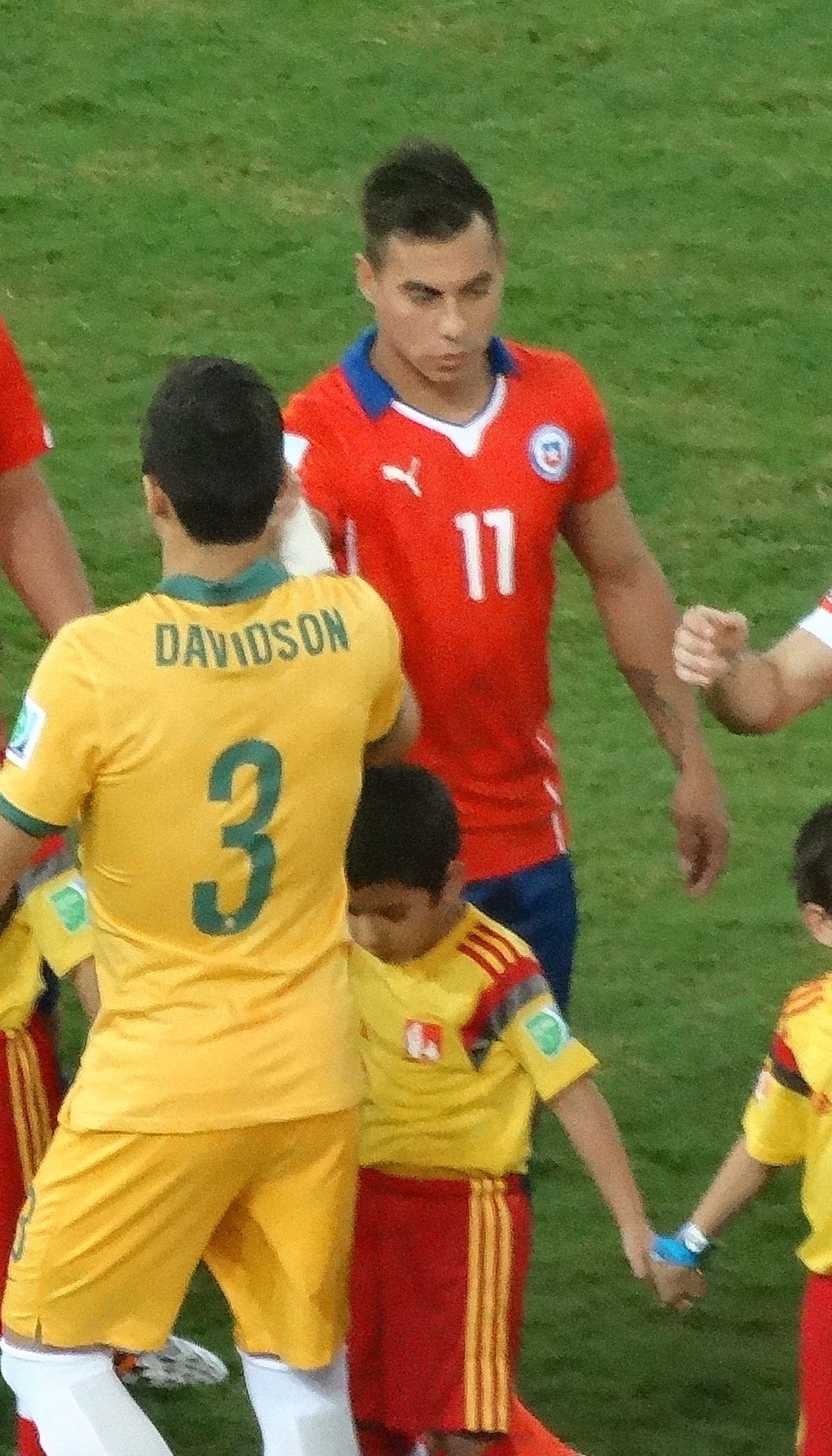
Eduardo Vargas en el partido Chile vs. Australia por la Copa Mundial de Fútbol de 2014.

El 1 de junio de 2014, fue incluido en la nómina final por Jorge Sampaoli para disputar la Copa Mundial de Fútbol de 2014, celebrada en Brasil.
Debutaron en el Grupo B contra Australia en Cuiaba, en el primer gol chileno Vargas asistió a Alexis Sánchez tras gran jugada de Charles Aránguiz, luego salió al minuto 87 por Mauricio Pinilla en un partido terminó en triunfo 3:1 para Chile. En su segundo partido del Grupo, les tocaría enfrentarse al campeón defensor España en el Estadio Maracaná, Chile lograría un histórico triunfo 2:0 eliminando al campeón del mundo y a la vez clasificándose para la siguiente etapa, Vargas fue protagonista, ya que al minuto 20 marcó el primer gol de la tarde tras pase de Charles Aránguiz, posteriormente salió al minuto 84' por Jorge Valdivia. En el último partido del Grupo B definieron al líder del grupo contra Holanda que venció a los chilenos por 2:0 en el Arena do Sao Paulo, Vargas tuvo un discreto partido saliendo al minuto 80 por Mauricio Pinilla, así Chile culminaba segundo en el Grupo B con 6 puntos detrás de los holandeses.
En los octavos de final se midieron ante el anfitrión Brasil en el Estadio Mineirao donde Vargas tuvo otra destacada actuación, ya que el empate 1-1 de "La Roja" nació en sus pies al minuto 32 tras robarle una pelota a Dani Alves para dársela a Alexis Sánchez y este marcar el empate transitorio, Vargas salió al minuto 57 por Felipe Gutiérrez. Tras 120 minutos de juego brasileños y chilenos empataron 1-1 y tuvieron que definir al cuartofinalista en penales donde Brasil se impuso por un estrecho 3-2.
Vargas jugó todos los partidos de Chile en la Copa Mundial de Fútbol de 2014 marcando 1 gol y dando 2 asistencias en los 307 minutos que disputó, siendo uno de los puntos altos de Chile en aquel mundial.

### Copas América

#### Copa América 2015

Eduardo Vargas conformó la alineación de que le dio su primer título oficial en 99 años tras ganarle en penales a la Final de la Copa América 2015.

El 31 de mayo de 2015, fue incluido en la nómina final por Jorge Sampaoli para disputar la Copa América 2015, celebrada en Chile.
Debutaron en el Grupo A contra Ecuador en el partido inaugural, donde al principio fue alternativa tras su baja forma en Queens Park Rangers y luego ingresó en el entretiempo por Jean Beausejour, cerró el triunfo 2-0 al minuto 84' tras un pase de Alexis Sánchez, que este definió con precisión. Luego en la segunda fecha anotó 1 gol en la igualdad 3-3 contra México. Y en la última fecha del Grupo asistió a Charles Aránguiz al minuto 3 para que marcase el primer gol en la goleada 5-0 contra Bolivia y así Chile acababa como líder de su grupo con 7 puntos y 10 goles a favor. En los cuartos de final enfrentaron al campeón defensor Uruguay y lograron eliminarlos por 1-0 con gol de Mauricio Isla al minuto 80 tras luchar una enormidad, Vargas fue titular y salió al minuto 71 por Mauricio Pinilla. En semifinales se midieron ante Perú, Vargas marcó el primer gol chileno al minuto 41 tras capturar un remate que dio en el palo de Alexis Sánchez, luego al 60 de partido Gary Medel marcó un autogol tras intentar despejar un centro peruano, solo 3 minutos después Vargas saco zapatazo desde 25 metros sorprendiendo al meta Pedro Gallese para que Chile ganase 2-1 y se metiera en la final tras 28 años, Vargas fue elegido el Jugador del Partido.
El 4 de julio jugaron la Final de la Copa América 2015 en la que Chile se enfrentó a la Argentina de Lionel Messi en el Estadio Nacional Julio Martínez Pradanos de Santiago de Chile, Vargas tuvo un discreto partido jugando como extremo derecho y saliendo al minuto 94 de partido por Angelo Henríquez, tras 120 disputados minutos, terminaron igualados 0-0 y así tuvieron que definir al "Campeón de América" en penales en la que Chile se proclamó campeón continental por primera vez en su historia al prevalecer por 4 a 1.
Vargas anotó 4 goles (dos en la fase de grupos y otros dos en semifinales) en 6 encuentros (jugando 474 minutos) convirtiéndose en el máximo goleador del torneo junto a Paolo Guerrero de Perú. A la vez, formó parte del equipo ideal de la Copa América 2015.

#### Copa América Centenario

Eduardo Vargas conformó la alineación que consagró a por primera vez como Bicampeón de América tras vencer nuevamente en penales a por la Final de la Copa América Centenario.

El 16 de mayo de 2016, fue incluido en la nómina final por Juan Antonio Pizzi para disputar la Copa América Centenario, celebrada en Estados Unidos.
A diferencia de la Copa América pasada, no empezaron ganando, ya que perdió 2-1 contra Argentina en su primer partido del Grupo D, Vargas por su parte tuvo un muy opaco partido saliendo al minuto 68 por Mauricio Pinilla. Esto le valió ser suplente en el segundo duelo contra Bolivia, que acabó en triunfo 2-1 y Vargas ingresó al 57' por Mauricio Pinilla. Recuperó la titularidad en el último partido del Grupo contra Panamá y respondió marcando 2 goles y dando 1 asistencia a Alexis Sánchez en el triunfo 4-2 sobre los caribeños, así Chile se clasificaba a la segunda fase como segundos con 6 puntos detrás de Argentina. En los cuartos de final se enfrentaron a México en el Levi's Stadium, a los cuales vencieron por un histórico 7-0, partido en el que Vargas jugó uno de sus mejores partidos por Chile, al anotar un poker (4 goles en un mismo partido) ante los aztecas, su primer gol fue finalizando el primer tiempo al minuto 44 definiendo de excelente forma ante Guillermo Ochoa para marcar el 2-0, su segundo personal fue al minuto 52 tras un pase de Alexis que lo dejó solo en el mano a mano con Ochoa y Eduardo definió con clase para el 4-0, 5 minutos después capturó un rebote en el área para clavarla en el ángulo derecho y marcar el 5-0, continuó al minuto 74 tras capturar un nuevo rebote y meterla dentro del arco entre un defensa mexicano y el palo izquierdo anotando un lindo gol para el momentáneo 6-0, fue elegido la Jugador del Partido, a la vez se convirtió en el cuarto goleador histórico de la Selección Chilena con 31 anotaciones (en ese entonces) superando las 29 de Carlos Caszely y también alcanzó los 10 goles de Enrique Hormazábal en Copas América igualándolo como máximo goleador chileno en Copa América. En semifinales se enfrentaron ante Colombia al cual vencieron por 2-0 para clasificarse por segundo año consecutivo a la final del torneo continental.
El 26 de junio jugaron la Final de la Copa América Centenario nuevamente contra Argentina en el MetLife Stadium de Nueva Jersey, Vargas fue titular jugando un gran partido y saliendo al minuto 108 por Nicolás Castillo, nuevamente terminaron empatados 0-0 en los 120 minutos, por lo que tendrían que irse a penales donde Chile nuevamente derrotó a Argentina y se consagró Bicampeon de América.
Vargas jugó los 6 partidos de Chile en la Copa América Centenario marcando 6 goles y dando 1 asistencia en los 476 minutos que jugó, siendo nuevamente el goleador del equipo en un torneo continental y además de nuevamente conformar parte del Equipo Ideal.

#### Copa Confederaciones 2017

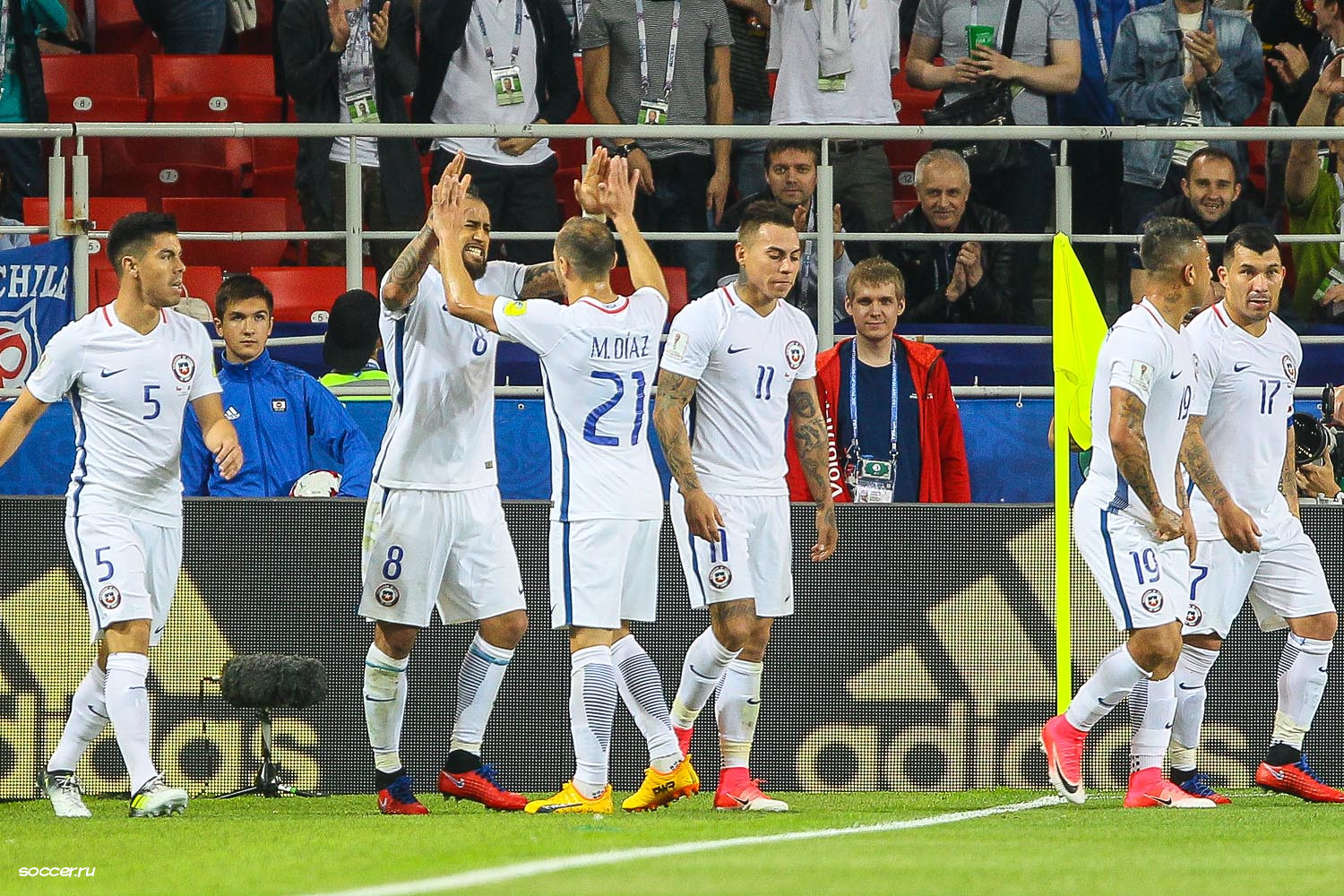
Eduardo Vargas (cuarto, de izquierda a derecha) celebrando junto a sus compañeros el triunfo ante Camerún.

El 2 de junio de 2017, integró la nómina final de la selección chilena que disputaría la Copa Confederaciones 2017 celebrada en Rusia.
Debutaron en el Grupo B contra Camerún, Vargas fue titular y tuvo un buen partido ya que marcó 2 goles, 1 en posición de adelanto según el VAR, pero el que valió fue al minuto 90+1' tras un disparo de Alexis Sánchez que dio en un defensa camerunés para que Vargas solo tuviera que empujarla para el 2-0 final, en aquel encuentro igualó a Iván Zamorano como tercer máximo goleador de Chile con 34 anotaciones. En el segundo partido igualaron 1-1 contra los campeones del mundo de ese entonces Alemania, Vargas fue titular saliendo al minuto 81 por Martín Rodríguez. En el último partido del grupo contra Australia terminaron empatados 1-1, y Vargas tuvo complicidad en el gol australiano ya que tras un error suyo en la salida nació el gol australiano, después logró reivindicarse al minuto 67 tras capturar un rebote de cabeza y habilitar a Martín Rodríguez para que anotase el gol chileno, finalmente salió al 82' por Marcelo Díaz y así Chile logró acabar segundo el Grupo B con 5 puntos detrás de Alemania.

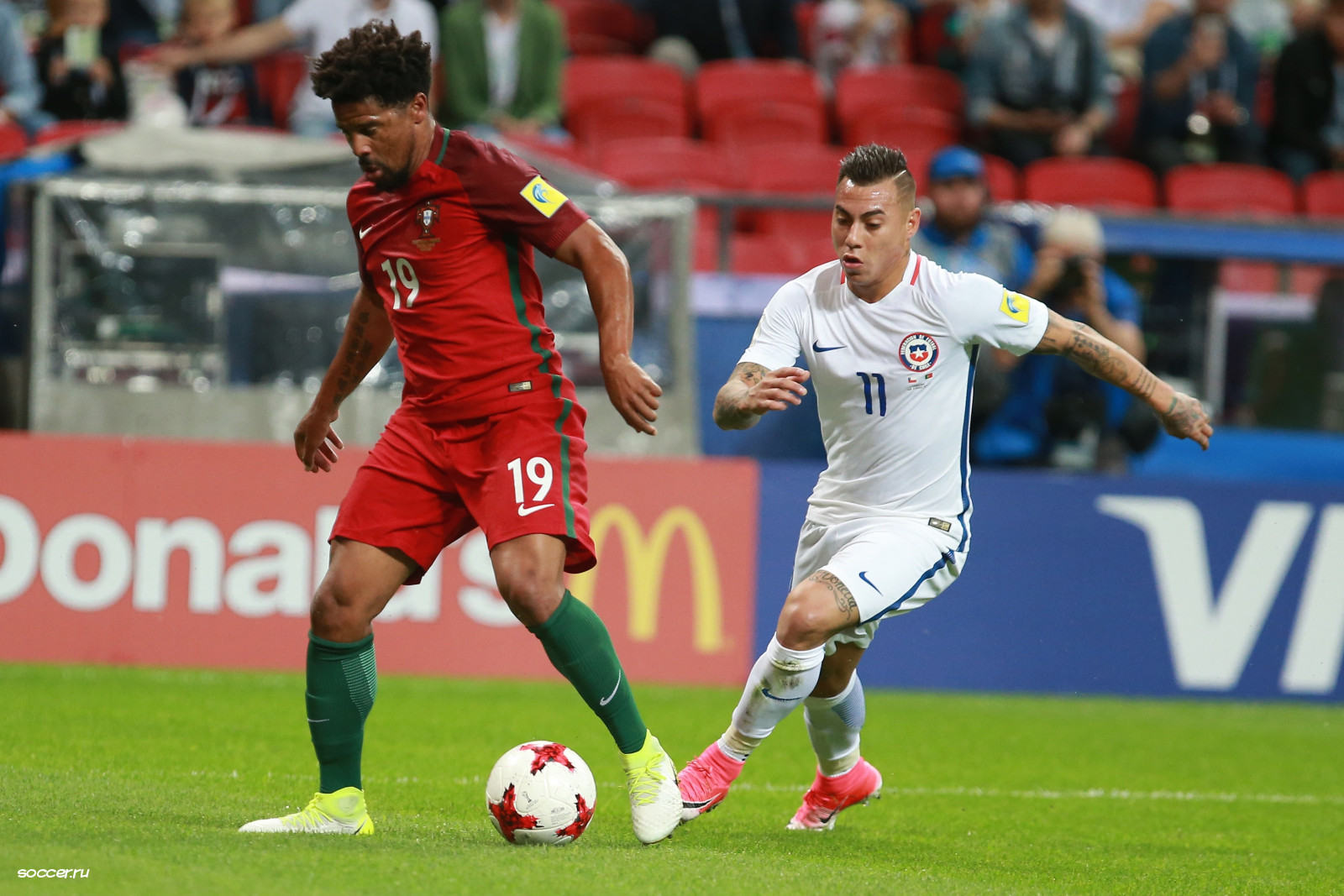
Vargas durante las semifinales de la Copa Confederaciones 2017 contra Portugal.

En las semifinales se midieron contra la Portugal de Cristiano Ronaldo en el Kazán Arena, Vargas fue titular jugando un gran partido arrastrando marcar y saliendo al minuto 85 por Martín Rodríguez (siendo este el 1° cambio de Chile), tras 120 minutos empataron 0-0 y en penales nuevamente, Chile venció por 3-0 a los lusos (con notable actuación de Claudio Bravo) para clasificar a su tercera final en 3 años. En la Final se midieron contra Alemania en el Estadio Krestovski de San Petersburgo y perdieron por la cuenta mínima tras error de Marcelo Díaz, por su parte Vargas tuvo un regular encuentro recibiendo amarilla al 75' y saliendo al minuto 80 por Edson Puch. Vargas jugó los 5 partidos de Chile en la Copa Confederaciones 2017 anotando un solo gol en los 426 minutos que jugó, teniendo un bajo torneo.

#### Copa América 2019
El 26 de mayo de 2019, integró la nómina final de 23 jugadores de Reinaldo Rueda que iría a defender el Bicampeonato de América en Brasil.
A pesar de las polémicas vividas días previo al debut, empezaron bien goleando 4-0 al combinado Sub-21 de Japón, al minuto 54' Vargas anotó el segundo gol chileno y a la vez su gol 11 en Copa América, superando los 10 de Enrique Hormazábal para convertirse en el máximo goleador chileno en Copa América, luego al minuto 83 cerró la goleada tras pase de Alexis Sánchez aumentando a 12 sus dianas en Copa América. En la siguiente fecha vencieron por 2-1 a Ecuador clasificándose a cuartos de final, Vargas jugó 85 minutos siendo reemplazado por Pedro Pablo Hernández. Ya en el último partido del Grupo C contra Uruguay en el Estadio Maracaná (por el liderato del grupo), cayeron por la cuenta mínima con gol de Edinson Cavani al minuto 81, de esta manera culminaban segundos en el Grupo D con 6 puntos detrás de los charrúas. En los cuartos de final enfrentaron a Colombia terminando igualados 0 a 0 en los 90 minutos y en penales Chile avanzó a la ronda de 4 mejores por 5-4, Vargas fue partícipe de la tanda y pateó el segundo penal chileno anotando el 2-2 parcial. En las semifinales enfrentaron a Perú en el Arena do Gremio cayendo por un claro 3-0 y además Vargas falló un lanzamiento penal al minuto 90+5' intentándola "picar", siendo contenida con mucha facilidad por Pedro Gallese. En el partido por el tercer lugar contra Argentina en el Arena Corinthians, perdieron por 2–1 finalizando cuartos esta edición de Copa América.

#### Copa América 2021
El 10 de junio de 2021, integró la nómina de 28 jugadores de Martín Lasarte para disputar la Copa América 2021 en Brasil.
En su primer partido ante Argentina en el minuto '57 anotó el gol del empate tras un rebote del penal errado por Arturo Vidal, el partido terminó 1-1, el segundo partido ante Bolivia, Vargas hizo una asistencia para el gol de Ben Brereton al minuto 10', terminando en una victoria por la mínima, en el siguiente partido ante Uruguay, en el minuto 26' siendo asistido por Brereton, anotó el 1-0 parcial, no obstante el partido terminó en un empate de 1-1, asegurando la clasificación de la roja a los cuartos de final, en la última fecha ante Paraguay, Chile cayó por 0-2 quedando en el cuarto puesto por detrás de Argentina, Uruguay y la albirroja, finalmente en los cuartos de final ante el anfitrión Brasil, Chile perdió por la mínima, quedando eliminada de la competición.

#### Copa América 2024
Fue nominado por Ricardo Gareca para disputar la Copa América 2024.

### Clasificatorias

#### Clasificatorias Brasil 2014
En octubre de 2011, recibió su primera convocaría para partidos oficiales al ser convocado para los partidos válidos por las Clasificatorias Sudamericanas para el Mundial de 2014, contra Argentina de visita y Perú de local. En el primer partido de clasificatoria contra los argentinos, Vargas ingresó al minuto 54 por un opacó Mauricio Pinilla y poco pudo hacer en la derrota 1-4 en Buenos Aires. Frente al seleccionado peruano, Vargas ingresó como titular, haciendo dupla con Humberto Suazo y anotando al minuto 18 su primer gol oficial con la selección chilena en el triunfo por 4-2 en el Estadio Monumental, saliendo al minuto 85 por Matías Fernández.
En la quinta fecha clasificatoria vencieron por 2-0 a Bolivia en el Estadio Hernando Siles de La Paz, Vargas fue alternativa e ingresó al minuto 79 por Humberto Suazo. Tres días antes del partido contra Venezuela en Puerto La Cruz por la sexta fecha, junto a su compañero Gary Medel fueron castigados con 1 partido de sanción por el entrenador Claudio Borghi, tras ser sorprendidos saliendo a las 04:00 AM de un local nocturno. Tras cumplir su castigo, perdió la confianza de Borghi y sumado a su irregular momento en Napoli, no fue llamado para el duelo clasificatorio contra Colombia en septiembre de 2012, y después solo fue alternativa contra Ecuador y Argentina ingresando en los segundos tiempos, ambos partidos terminaron en derrotas 1-3 en Quito y 1-2 en Santiago de Chile. Estos malos resultados sumado a la derrota con Serbia en noviembre de 2012 en un amistoso, le costó el puesto a Claudio Borghi y fue despedido por la ANFP, en su reemplazó contrataron a Jorge Sampaoli (quien venía de un paso exitoso por Universidad de Chile), y así con el casildense Vargas poco a poco iría recuperando su nivel que tuvo en Universidad de Chile el año 2011 y empezaría también a volverse clave en la selección.
Con Sampaoli en el banco no empezaron de la mejor manera eso sí, debutando con una derrota ante Perú por la cuenta mínima en Lima, partido en el que Vargas fue titular y salió al minuto 75 por Junior Fernandes. Por la Fecha 12 frente a Uruguay en el Estadio Nacional logró al fin destaparse, ya que al minuto 77 aprovechó un rebote de la defensa uruguaya para anotar el segundo gol de su equipo sentenciado el triunfo sobre los charrúas en Santiago de Chile y volviendo a marcar por Chile después de 17 meses. Volvió a marcar por la Fecha 13 contra Paraguay en Asunción, al abrir la cuenta al minuto 41, tras pase de Marcelo Díaz, marcó un golazo desde fuera del área para abrir el marcador en un partido que Chile ganó 2-1, siguió en senda goleadora al anotar el primer gol con el que Chile venció de local 3-1 a Bolivia por la Fecha 14. Siguió con su racha goleadora en la siguiente fecha al anotar el primer gol de Chile al minuto 10 tras pase de Jorge Valdivia en la goleada 3-0 de local sobre Venezuela, así logró convertirse en el goleador de la selección chilena en las clasificatorias sudamericanas para el Mundial de 2014 con 5 anotaciones. Por la Fecha 17 en la igualdad 3-3 contra Colombia en Barranquilla no tuvo un gran partido y salió al minuto 69 por Francisco Silva. Lograron clasificarse al Mundial de Brasil en la última fecha al vencer 2-1 a Ecuador en el Estadio Nacional con anotaciones de Alexis Sánchez y Gary Medel, Vargas fue titular y jugó hasta el minuto 86 siendo reemplazado por Jean Beausejour.
Vargas jugó 14 de 16 partidos en las Clasificatorias a Brasil 2014, 11 de titular y solo perdiéndose los duelos contra Venezuela y Colombia de 2012, marcando 5 goles en los 870 minutos que jugó. Además con sus 5 anotaciones fue el goleador del equipo (junto a Arturo Vidal) en el camino a Brasil con 5 anotaciones.

#### Clasificatorias Rusia 2018

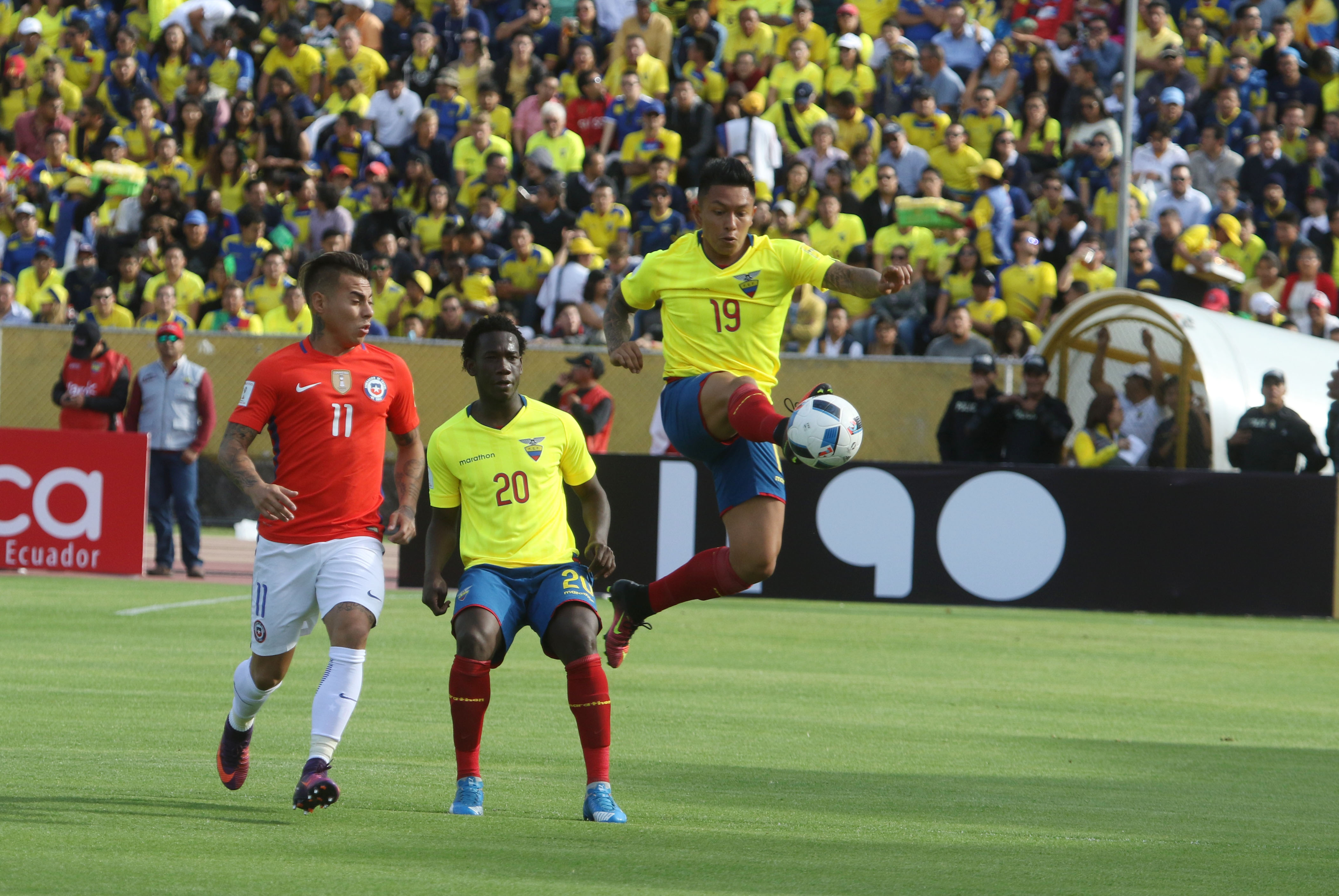
Eduardo Vargas en el duelo contra Ecuador por las Clasificatorias Rusia 2018 en octubre de 2016.

Lograron un histórico triunfo 2-0 de local sobre Brasil en el inicio de las Clasificatorias Rusia 2018, volviendo a derrotar a la Scratch después de 15 años, Vargas marcó el primer gol tras capturar un tiro libre de Matías Fernández al minuto 72. En la segunda fecha vencieron por 4-3 a Perú en Lima con un "doblete" de Vargas, marcando el segundo gol chileno tras un pase de Jorge Valdivia y el 4-2 parcial tras una bella jugada de Alexis Sánchez. En la cuarta fecha cayeron por un claro 3-0 contra Uruguay en Montevideo y Vargas salió al minuto 81' por Fabián Orellana, donde hizo un gesto a la barra uruguaya, después de estos recibió una sanción de 2 fechas, quedando inhabilitado para los duelos de marzo de 2016 ante Argentina y Venezuela.
Tras cumplir sus fechas de sanción, regresó en la séptima fecha contra Paraguay en Asunción, ahora con Juan Antonio Pizzi, en lo que fue derrota 1-2 y el ariete recibió amarilla al 90+2. En la octava fecha igualaron increíblemente 0-0 contra Bolivia de local y en la novena perdieron por un claro 3-0 contra Ecuador en Quito en la que Vargas jugó un pésimo partido como todo el equipo y salió al minuto 74 por Leonardo Valencia. Tras muchos resultados negativos, al fin lograron ganar al vencer 2-1 a Perú en el Estadio Nacional con un doblete de Arturo Vidal y Vargas colaboró en el sufrido triunfo, el primer gol nació en sus pies tras abrir para Mauricio Isla y este centro a Vidal (Figura del partido). En Fecha 12 y después de 13 meses y 6 partidos sin marcar por Clasificatorias Vargas logró terminar su sequía al marcar el primer gol en el triunfo 3-1 contra Uruguay en Santiago y esto cuando finalizaba el primer tiempo al minuto 45+1' tras centro de Jean Beausejour.
En la Fecha 15 sufrieron una dura derrota por 0-3 contra Paraguay en el Estadio Monumental y en la fecha siguiente cayeron por la cuenta mínima contra Bolivia en La Paz, poniendo en peligro su clasificación al mundial. En la fecha 17 vencieron sufridamente 2-1 a Ecuador y Vargas nuevamente volvió a marcar tras 11 meses en Clasificatorias abriendo la cuenta minuto 22 tras pase de Jorge Valdivia, salió al minuto 79' por Martín Rodríguez. Ya en la última fecha perdieron por un claro 3-0 contra Brasil en el Allianz Parque de Sao Paulo quedando finalmente eliminado del Mundial de Rusia 2018.
Vargas jugó los 16 de 18 partidos partidos de Chile en las Clasificatorias Rusia 2018 anotando solo 5 goles en 1.363 minutos jugados, solo perdiéndose los duelos contra Argentina y Venezuela de 2016 por suspensión. Teniendo demasiada irregularidad con Juan Antonio Pizzi.

#### Clasificatorias Catar 2022
Tras una irregular campaña en la Copa América 2019, siguió siendo convocado por Reinaldo Rueda, en esta ocasión para disputar las dos primeras fechas de la clasificatoria para el Mundial 2022 contra Uruguay y Colombia en octubre de 2020, siendo ratificado como titular indiscutible en los dos encuentros. Sin embargo, demostró un muy bajo rendimiento en ambos partido, obteniendo sólo 1 punto ante Colombia tras empatar a 2. Para la siguiente doble fecha clasificatoria, debido a su irregularidad desde su regreso a la Selección en 2019, no fue convocado por Rueda. Chile ganó 2-0 a Perú y perdió por 1-2 ante Venezuela en aquellos partidos.
Posteriormente, Rueda renuncia a su cargo y llega el uruguayo Martín Lasarte para dirigir a la Roja por todo 2021 hasta inicios del año 2022 (con posible extensión de contrato en caso de clasificar al torneo mundialista), donde Vargas contó con el apoyo del uruguayo y fue titular en sus dos partidos oficiales clasificatorios (ante Argentina y Bolivia), donde nuevamente demostró un nivel discreto, siendo intrascendente en los dos empates por 1-1. En septiembre, ya con mejor nivel, volvió a ser convocado por Lasarte para disputar la triple fecha ante Brasil, Colombia y Ecuador. Vargas jugó de titular contra los brasileños (derrota por 0-1) y ecuatorianos (empate 0-0). Después del encuentro contra Ecuador, fue amonestado por lo cual no pudo disputar el partido contra Colombia (derrota por 3-1). En aquellos encuentros que jugó logró demostrar un buen nivel, sin embargo no logró anotar ni asistir.
En octubre, Vargas se lesionó por lo cual no pudo disputar la siguiente triple fecha (contra Paraguay, Perú y Venezuela), sin embargo su ausencia no fue preocupante, ya que la selección logró ganar después de varios partidos con un gran nivel de los delanteros Alexis Sánchez, Ben Brereton y Jean Meneses. Pese a ello, Vargas sigue siendo ratificado como indiscutible. Jugó nuevamente como titular ante Argentina en Calama, siendo nuevamente intrascendente en el juego. En el partido contra Brasil en marzo, nuevamente fue titular y con un bajo rendimiento. Chile cayó por 0-4. Posteriormente se lesionó y no pudo ser alternativa para la última fecha contra Uruguay donde Chile quedó eliminado al caer por 2 a 0.
Vargas terminó la clasificatoria con 10 partidos jugados, sin goles ni asistencias, donde en cada partido que fue titular (9 de 10 jugados) Chile no conoció la victoria.

#### Clasificatorias Norteamérica 2026
Tras volver a ser considerado por el nuevo director técnico de la selección Ricardo Gareca, Vargas contó con su apoyo pese a su campaña en la Copa América 2024, siendo convocado para la doble fecha de septiembre de 2024, ante Argentina y Bolivia, donde debutó en las clasificatorias al Mundial 2026 ante Argentina de titular, siendo nuevamente intrascendente y uno de los jugadores más criticados en la derrota por 3 a 0. Posteriormente ante Bolivia, volvió a ser titular, y tras ir perdiendo por 1 a 0, una lesión del portero boliviano Carlos Lampe provocó que Vargas recuperara el balón y lograra anotar tras 12 partidos clasificatorios sin conocer el gol. Sin embargo, su rendimiento pese a ello fue intrascendente nuevamente tras jugar 90 minutos, y Chile terminó perdiendo de manera histórica por 1 a 2, por primera vez en la historia de local ante los bolivianos.

#### Participaciones en Clasificatorias a Copas del Mundo
| Eliminatorias                   | País                             | Resultado   | Posición   | Partidos | Goles | Asis. |
| ------------------------------- | -------------------------------- | ----------- | ---------- | -------- | ----- | ----- |
| Eliminatorias Brasil 2014       | Brasil                           | Clasificado | 3.er lugar | 14       | 5     | 1     |
| Eliminatorias Rusia 2018        | Rusia                            | Eliminado   | 6.º lugar  | 16       | 5     | 0     |
| Eliminatorias Catar 2022        | Catar                            | Eliminado   | 7.º lugar  | 10       | 0     | 0     |
| Eliminatorias Norteamérica 2026 | Canadá · Estados Unidos · México | Por Definir | .º lugar   | 6        | 3     | 1     |

#### Participaciones en Copas del Mundo
| Mundial                  | Sede                     | Resultado                | Partidos | Goles | Asis. | Prom. |
| ------------------------ | ------------------------ | ------------------------ | -------- | ----- | ----- | ----- |
| Copa Mundial 2014        | Brasil                   | Octavos de final         | 4        | 1     | 2     | 0,25  |
| Total en Copas del Mundo | Total en Copas del Mundo | Total en Copas del Mundo | 4        | 1     | 2     | 0,25  |

#### Participaciones en Copas FIFA Confederaciones
| Copa                           | Sede                           | Resultado                      | Partidos | Goles | Asis. | Prom. |
| ------------------------------ | ------------------------------ | ------------------------------ | -------- | ----- | ----- | ----- |
| Copa FIFA Confederaciones 2017 | Rusia                          | Subcampeón                     | 5        | 1     | 1     | 0,20  |
| Total en Copas Confederaciones | Total en Copas Confederaciones | Total en Copas Confederaciones | 5        | 1     | 1     | 0,20  |

#### Participaciones en Copa América
| Copa                    | Sede                   | Resultado              | Partidos | Goles | Asis. | Prom. |
| ----------------------- | ---------------------- | ---------------------- | -------- | ----- | ----- | ----- |
| Copa América 2015       | Chile                  | Campeón                | 6        | 4     | 1     | 0,67  |
| Copa América Centenario | Estados Unidos         | Campeón                | 6        | 6     | 1     | 1,00  |
| Copa América 2019       | Brasil                 | Cuarto lugar           | 6        | 2     | 0     | 0,33  |
| Copa América 2021       | Brasil                 | Cuartos de final       | 5        | 2     | 1     | 0,40  |
| Copa América 2024       | Estados Unidos         | Fase de grupos         | 3        | 0     | 0     | 0     |
| Total en Copas América  | Total en Copas América | Total en Copas América | 26       | 14    | 3     | 0,54  |

#### Participaciones en la China Cup
| Copa           | Sede  | Resultado | Partidos | Goles | Asis. |
| -------------- | ----- | --------- | -------- | ----- | ----- |
| China Cup 2017 | China | Campeón   | 2        | 0     | 1     |

### Partidos internacionales
Actualizado hasta el 25 de marzo de 2025.
| Partidos internacionales | Partidos internacionales | Partidos internacionales                                        | Partidos internacionales | Partidos internacionales | Partidos internacionales | Partidos internacionales | Partidos internacionales | Partidos internacionales | Partidos internacionales            |
| N.º                      | Fecha                    | Estadio                                                         | Local                    | Resultado                | Visitante                | Goles                    | Asistencias              | DT                       | Competición                         |
| ------------------------ | ------------------------ | --------------------------------------------------------------- | ------------------------ | ------------------------ | ------------------------ | ------------------------ | ------------------------ | ------------------------ | ----------------------------------- |
| 1                        | 4 de noviembre de 2009   | Estadio CAP, Talcahuano, Chile                                  | Chile                    | 2-1                      | Paraguay                 |                          |                          | Marcelo Bielsa           | Amistoso                            |
| 2                        | 20 de enero de 2010      | Estadio Francisco Sánchez Rumoroso, Coquimbo, Chile             | Chile                    | 2-1                      | Panamá                   |                          |                          | Marcelo Bielsa           | Amistoso                            |
| 3                        | 31 de marzo de 2010      | Estadio Germán Becker, Temuco, Chile                            | Chile                    | 0-0                      | Venezuela                |                          |                          | Marcelo Bielsa           | Amistoso                            |
| 4                        | 2 de septiembre de 2011  | AFG Arena, San Galo, Suiza                                      | España                   | 3-2                      | Chile                    | 20'                      |                          | Claudio Borghi           | Amistoso                            |
| 5                        | 4 de septiembre de 2011  | Estadio Cornellà-El Prat, Barcelona, España                     | Chile                    | 0-1                      | México                   |                          |                          | Claudio Borghi           | Amistoso                            |
| 6                        | 7 de octubre de 2011     | Estadio Monumental, Buenos Aires, Argentina                     | Argentina                | 4-1                      | Chile                    |                          |                          | Claudio Borghi           | Clasificatorias a Brasil 2014       |
| 7                        | 11 de octubre de 2011    | Estadio Monumental, Santiago, Chile                             | Chile                    | 4-2                      | Perú                     | 18'                      |                          | Claudio Borghi           | Clasificatorias a Brasil 2014       |
| 8                        | 11 de noviembre de 2011  | Estadio Centenario, Montevideo, Uruguay                         | Uruguay                  | 4-0                      | Chile                    |                          |                          | Claudio Borghi           | Clasificatorias a Brasil 2014       |
| 9                        | 15 de noviembre de 2011  | Estadio Nacional Julio Martínez Prádanos, Santiago, Chile       | Chile                    | 2-0                      | Paraguay                 |                          |                          | Claudio Borghi           | Clasificatorias a Brasil 2014       |
| 10                       | 29 de febrero de 2012    | PPL Park Stadium, Chester, Estados Unidos                       | Chile                    | 1-1                      | Ghana                    |                          |                          | Claudio Borghi           | Amistoso                            |
| 11                       | 2 de junio de 2012       | Estadio Hernando Siles, La Paz, Bolivia                         | Bolivia                  | 0-2                      | Chile                    |                          |                          | Claudio Borghi           | Clasificatorias a Brasil 2014       |
| 12                       | 15 de agosto de 2012     | Citi Field, Nueva York, Estados Unidos                          | Ecuador                  | 3-0                      | Chile                    |                          |                          | Claudio Borghi           | Amistoso                            |
| 13                       | 12 de octubre de 2012    | Estadio Olímpico Atahualpa, Quito, Ecuador                      | Ecuador                  | 3-1                      | Chile                    |                          |                          | Claudio Borghi           | Clasificatorias a Brasil 2014       |
| 14                       | 16 de octubre de 2012    | Estadio Nacional Julio Martínez Prádanos, Santiago, Chile       | Chile                    | 1-2                      | Argentina                |                          | 90+1' a Felipe Gutiérrez | Claudio Borghi           | Clasificatorias a Brasil 2014       |
| 15                       | 14 de noviembre de 2012  | AFG Arena, San Galo, Suiza                                      | Serbia                   | 3-1                      | Chile                    |                          |                          | Claudio Borghi           | Amistoso                            |
| 16                       | 6 de febrero de 2013     | Estadio Vicente Calderón, Madrid, España                        | Chile                    | 2-1                      | Egipto                   | 59'                      |                          | Jorge Sampaoli           | Amistoso                            |
| 17                       | 22 de marzo de 2013      | Estadio Nacional, Lima, Perú                                    | Perú                     | 1-0                      | Chile                    |                          |                          | Jorge Sampaoli           | Clasificatorias a Brasil 2014       |
| 18                       | 26 de marzo de 2013      | Estadio Nacional Julio Martínez Prádanos, Santiago, Chile       | Chile                    | 2-0                      | Uruguay                  | 77'                      |                          | Jorge Sampaoli           | Clasificatorias a Brasil 2014       |
| 19                       | 24 de abril de 2013      | Estadio Mineirão, Belo Horizonte, Brasil                        | Brasil                   | 2-2                      | Chile                    | 64'                      |                          | Jorge Sampaoli           | Amistoso                            |
| 20                       | 7 de junio de 2013       | Defensores del Chaco, Asunción, Paraguay                        | Paraguay                 | 1-2                      | Chile                    | 41'                      |                          | Jorge Sampaoli           | Clasificatorias a Brasil 2014       |
| 21                       | 11 de junio de 2013      | Estadio Nacional Julio Martínez Prádanos, Santiago, Chile       | Chile                    | 3-1                      | Bolivia                  | 16'                      |                          | Jorge Sampaoli           | Clasificatorias a Brasil 2014       |
| 22                       | 6 de septiembre de 2013  | Estadio Nacional Julio Martínez Prádanos, Santiago, Chile       | Chile                    | 3-0                      | Venezuela                | 10'                      |                          | Jorge Sampaoli           | Clasificatorias a Brasil 2014       |
| 23                       | 10 de septiembre de 2013 | Stade de Genève, Ginebra, Suiza                                 | España                   | 2-2                      | Chile                    | 5' · 44'                 |                          | Jorge Sampaoli           | Amistoso                            |
| 24                       | 11 de octubre de 2013    | Estadio Metropolitano, Barranquilla, Colombia                   | Colombia                 | 3-3                      | Chile                    |                          |                          | Jorge Sampaoli           | Clasificatorias a Brasil 2014       |
| 25                       | 15 de octubre de 2013    | Estadio Nacional Julio Martínez Prádanos, Santiago, Chile       | Chile                    | 2-1                      | Ecuador                  |                          |                          | Jorge Sampaoli           | Clasificatorias a Brasil 2014       |
| 26                       | 15 de noviembre de 2013  | Estadio de Wembley, Londres, Inglaterra                         | Inglaterra               | 0-2                      | Chile                    |                          |                          | Jorge Sampaoli           | Amistoso                            |
| 27                       | 19 de noviembre de 2013  | Rogers Centre, Toronto, Canadá                                  | Brasil                   | 2-1                      | Chile                    | 71'                      |                          | Jorge Sampaoli           | Amistoso                            |
| 28                       | 5 de marzo de 2014       | Mercedes-Benz Arena, Stuttgart, Alemania                        | Alemania                 | 1-0                      | Chile                    |                          |                          | Jorge Sampaoli           | Amistoso                            |
| 29                       | 30 de mayo de 2014       | Estadio Nacional Julio Martínez Prádanos, Santiago, Chile       | Chile                    | 3-2                      | Egipto                   | 60' · 77'                |                          | Jorge Sampaoli           | Amistoso                            |
| 30                       | 4 de junio de 2014       | Estadio Elías Figueroa, Valparaíso, Chile                       | Chile                    | 2-0                      | Irlanda del Norte        | 79'                      |                          | Jorge Sampaoli           | Amistoso                            |
| 31                       | 13 de junio de 2014      | Arena Pantanal, Cuiabá, Brasil                                  | Chile                    | 3-1                      | Australia                |                          | 12' a Alexis Sánchez     | Jorge Sampaoli           | Copa Mundial de 2014                |
| 32                       | 18 de junio de 2014      | Maracaná, Río de Janeiro, Brasil                                | España                   | 0-2                      | Chile                    | 20'                      |                          | Jorge Sampaoli           | Copa Mundial de 2014                |
| 33                       | 23 de junio de 2014      | Arena Corinthians, São Paulo, Brasil                            | Países Bajos             | 2-0                      | Chile                    |                          |                          | Jorge Sampaoli           | Copa Mundial de 2014                |
| 34                       | 28 de junio de 2014      | Mineirão, Belo Horizonte, Brasil                                | Brasil                   | 1-1 (t. s.) 3-2 p.       | Chile                    |                          | 32' a Alexis Sánchez     | Jorge Sampaoli           | Copa Mundial de 2014                |
| 35                       | 9 de septiembre de 2014  | Lockhart Stadium, Fort Lauderdale, EEUU                         | Chile                    | 1-0                      | Haití                    |                          |                          | Jorge Sampaoli           | Amistoso                            |
| 36                       | 10 de octubre de 2014    | Estadio Elías Figueroa Brander, Valparaíso, Chile               | Chile                    | 3-0                      | Perú                     | 28' · 53'                |                          | Jorge Sampaoli           | Amistoso                            |
| 37                       | 14 de octubre de 2014    | Estadio Francisco Sánchez Rumoroso, Coquimbo, Chile             | Chile                    | 2-2                      | Bolivia                  |                          |                          | Jorge Sampaoli           | Amistoso                            |
| 38                       | 14 de noviembre de 2014  | Estadio CAP, Talcahuano, Chile                                  | Chile                    | 5-0                      | Venezuela                | 55'                      |                          | Jorge Sampaoli           | Amistoso                            |
| 39                       | 18 de noviembre de 2014  | Estadio Monumental, Santiago, Chile                             | Chile                    | 1-2                      | Uruguay                  |                          |                          | Jorge Sampaoli           | Amistoso                            |
| 40                       | 26 de marzo de 2015      | NV Arena, Sankt Pölten, Austria                                 | Irán                     | 2-0                      | Chile                    |                          |                          | Jorge Sampaoli           | Amistoso                            |
| 41                       | 29 de marzo de 2015      | Emirates Stadium, Londres, Inglaterra                           | Brasil                   | 1-0                      | Chile                    |                          |                          | Jorge Sampaoli           | Amistoso                            |
| 42                       | 5 de junio de 2015       | Estadio El Teniente, Rancagua, Chile                            | Chile                    | 1-0                      | El Salvador              |                          |                          | Jorge Sampaoli           | Amistoso                            |
| 43                       | 11 de junio de 2015      | Estadio Nacional Julio Martínez Prádanos, Santiago, Chile       | Chile                    | 2-0                      | Ecuador                  | 83'                      |                          | Jorge Sampaoli           | Copa América 2015                   |
| 44                       | 15 de junio de 2015      | Estadio Nacional Julio Martínez Prádanos, Santiago, Chile       | Chile                    | 3-3                      | México                   | 42'                      |                          | Jorge Sampaoli           | Copa América 2015                   |
| 45                       | 19 de junio de 2015      | Estadio Nacional Julio Martínez Prádanos, Santiago, Chile       | Chile                    | 5-0                      | Bolivia                  |                          | 3' a Charles Aránguiz    | Jorge Sampaoli           | Copa América 2015                   |
| 46                       | 24 de junio de 2015      | Estadio Nacional Julio Martínez Prádanos, Santiago, Chile       | Chile                    | 1-0                      | Uruguay                  |                          |                          | Jorge Sampaoli           | Copa América 2015                   |
| 47                       | 29 de junio de 2015      | Estadio Nacional Julio Martínez Prádanos, Santiago, Chile       | Chile                    | 2-1                      | Perú                     | 41' · 63'                |                          | Jorge Sampaoli           | Copa América 2015                   |
| 48                       | 4 de julio de 2015       | Estadio Nacional Julio Martínez Prádanos, Santiago, Chile       | Chile                    | 0-0 (t. s.) 4-1 p.       | Argentina                |                          |                          | Jorge Sampaoli           | Copa América 2015                   |
| 49                       | 8 de octubre de 2015     | Estadio Nacional Julio Martínez Prádanos, Santiago, Chile       | Chile                    | 2-0                      | Brasil                   | 72'                      |                          | Jorge Sampaoli           | Clasificatorias a Rusia 2018        |
| 50                       | 13 de octubre de 2015    | Estadio Nacional, Lima, Perú                                    | Perú                     | 3-4                      | Chile                    | 40' · 49'                |                          | Jorge Sampaoli           | Clasificatorias a Rusia 2018        |
| 51                       | 12 de noviembre de 2015  | Estadio Nacional Julio Martínez Prádanos, Santiago, Chile       | Chile                    | 1-1                      | Colombia                 |                          |                          | Jorge Sampaoli           | Clasificatorias a Rusia 2018        |
| 52                       | 17 de noviembre de 2015  | Estadio Centenario, Montevideo, Uruguay                         | Uruguay                  | 3-0                      | Chile                    |                          |                          | Jorge Sampaoli           | Clasificatorias a Rusia 2018        |
| 53                       | 27 de mayo de 2016       | Estadio Sausalito, Viña del Mar, Chile                          | Chile                    | 1-2                      | Jamaica                  |                          |                          | Juan Antonio Pizzi       | Amistoso                            |
| 54                       | 1 de junio de 2016       | Estadio Qualcomm, San Diego, Estados Unidos                     | México                   | 1-0                      | Chile                    |                          |                          | Juan Antonio Pizzi       | Amistoso                            |
| 55                       | 6 de junio de 2016       | Levi's Stadium, Santa Clara, EEUU                               | Argentina                | 2-1                      | Chile                    |                          |                          | Juan Antonio Pizzi       | Copa América Centenario             |
| 56                       | 10 de junio de 2016      | Gillette Stadium, Foxborough, EEUU                              | Chile                    | 2-1                      | Bolivia                  |                          |                          | Juan Antonio Pizzi       | Copa América Centenario             |
| 57                       | 14 de junio de 2016      | Lincoln Financial Field, Filadelfia, EEUU                       | Chile                    | 4-2                      | Panamá                   | 15' · 43'                | 50' a Alexis Sánchez     | Juan Antonio Pizzi       | Copa América Centenario             |
| 58                       | 18 de junio de 2016      | Levi's Stadium, Santa Clara, EEUU                               | México                   | 0-7                      | Chile                    | 44' · 52' · 57' · 74'    |                          | Juan Antonio Pizzi       | Copa América Centenario             |
| 59                       | 22 de junio de 2016      | Soldier Field, Chicago, EEUU                                    | Colombia                 | 0-2                      | Chile                    |                          |                          | Juan Antonio Pizzi       | Copa América Centenario             |
| 60                       | 26 de junio de 2016      | MetLife Stadium, East Rutherford, EEUU                          | Argentina                | 0-0 (t. s.) 2-4 p.       | Chile                    |                          |                          | Juan Antonio Pizzi       | Copa América Centenario             |
| 61                       | 1 de septiembre de 2016  | Defensores del Chaco, Asunción, Paraguay                        | Paraguay                 | 2-1                      | Chile                    |                          |                          | Juan Antonio Pizzi       | Clasificatorias a Rusia 2018        |
| 62                       | 6 de septiembre de 2016  | Estadio Monumental, Santiago, Chile                             | Chile                    | 3-0                      | Bolivia                  |                          |                          | Juan Antonio Pizzi       | Clasificatorias a Rusia 2018        |
| 63                       | 6 de octubre de 2016     | Estadio Olímpico Atahualpa, Quito, Ecuador                      | Ecuador                  | 3-0                      | Chile                    |                          |                          | Juan Antonio Pizzi       | Clasificatorias a Rusia 2018        |
| 64                       | 11 de octubre de 2016    | Estadio Nacional Julio Martínez Prádanos, Santiago, Chile       | Chile                    | 2-1                      | Perú                     |                          |                          | Juan Antonio Pizzi       | Clasificatorias a Rusia 2018        |
| 65                       | 10 de noviembre de 2016  | Estadio Metropolitano, Barranquilla, Colombia                   | Colombia                 | 0-0                      | Chile                    |                          |                          | Juan Antonio Pizzi       | Clasificatorias a Rusia 2018        |
| 66                       | 15 de noviembre de 2016  | Estadio Nacional Julio Martínez Prádanos, Santiago, Chile       | Chile                    | 3-1                      | Uruguay                  | 45+1'                    |                          | Juan Antonio Pizzi       | Clasificatorias a Rusia 2018        |
| 67                       | 11 de enero de 2017      | Guangxi Sports Center, Nanning, China                           | Chile                    | 1-1 4-1 p.               | Croacia                  |                          | 18' a César Pinares      | Juan Antonio Pizzi       | China Cup 2017                      |
| 68                       | 15 de enero de 2017      | Guangxi Sports Center, Nanning, China                           | Islandia                 | 0-1                      | Chile                    |                          |                          | Juan Antonio Pizzi       | China Cup 2017                      |
| 69                       | 23 de marzo de 2017      | Estadio Monumental, Buenos Aires, Argentina                     | Argentina                | 1-0                      | Chile                    |                          |                          | Juan Antonio Pizzi       | Clasificatorias a Rusia 2018        |
| 70                       | 28 de marzo de 2017      | Estadio Monumental, Santiago, Chile                             | Chile                    | 3-1                      | Venezuela                |                          |                          | Juan Antonio Pizzi       | Clasificatorias a Rusia 2018        |
| 71                       | 9 de junio de 2017       | VEB Arena, Moscú, Rusia                                         | Rusia                    | 1-1                      | Chile                    |                          |                          | Juan Antonio Pizzi       | Amistoso                            |
| 72                       | 13 de junio de 2017      | Cluj Arena, Cluj, Rumanía                                       | Rumania                  | 3-2                      | Chile                    | 7'                       | 18' a Leonardo Valencia  | Juan Antonio Pizzi       | Amistoso                            |
| 73                       | 18 de junio de 2017      | Otkrytie Arena, Moscú, Rusia                                    | Camerún                  | 0-2                      | Chile                    | 90+2'                    |                          | Juan Antonio Pizzi       | Copa Confederaciones 2017           |
| 74                       | 22 de junio de 2017      | Kazán Arena, Kazán, Rusia                                       | Alemania                 | 1-1                      | Chile                    |                          |                          | Juan Antonio Pizzi       | Copa Confederaciones 2017           |
| 75                       | 25 de junio de 2017      | Otkrytie Arena, Moscú, Rusia                                    | Chile                    | 1-1                      | Australia                |                          | 67' a Martín Rodríguez   | Juan Antonio Pizzi       | Copa Confederaciones 2017           |
| 76                       | 28 de junio de 2017      | Kazán Arena, Kazán, Rusia                                       | Portugal                 | 0-0 (t. s.) 0-3 p.       | Chile                    |                          |                          | Juan Antonio Pizzi       | Copa Confederaciones 2017           |
| 77                       | 2 de julio de 2017       | Estadio Krestovski, San Petersburgo, Rusia                      | Chile                    | 0-1                      | Alemania                 |                          |                          | Juan Antonio Pizzi       | Copa Confederaciones 2017           |
| 78                       | 31 de agosto de 2017     | Estadio Monumental, Santiago, Chile                             | Chile                    | 0-3                      | Paraguay                 |                          |                          | Juan Antonio Pizzi       | Clasificatorias a Rusia 2018        |
| 79                       | 5 de septiembre de 2017  | Estadio Hernando Siles, La Paz, Bolivia                         | Bolivia                  | 1-0                      | Chile                    |                          |                          | Juan Antonio Pizzi       | Clasificatorias a Rusia 2018        |
| 80                       | 5 de octubre de 2017     | Estadio Monumental, Santiago, Chile                             | Chile                    | 2-1                      | Ecuador                  | 22'                      |                          | Juan Antonio Pizzi       | Clasificatorias a Rusia 2018        |
| 81                       | 10 de octubre de 2017    | Allianz Parque, São Paulo, Brasil                               | Brasil                   | 3-0                      | Chile                    |                          |                          | Juan Antonio Pizzi       | Clasificatorias a Rusia 2018        |
| 82                       | 24 de marzo de 2018      | Friends Arena, Estocolmo, Suecia                                | Suecia                   | 1-2                      | Chile                    |                          |                          | Reinaldo Rueda           | Amistoso                            |
| 83                       | 6 de junio de 2019       | Estadio La Portada, La Serena, Chile                            | Chile                    | 2-1                      | Haití                    | 68'                      |                          | Reinaldo Rueda           | Amistoso                            |
| 84                       | 17 de junio de 2019      | Estadio Morumbi, São Paulo, Brasil                              | Japón                    | 0-4                      | Chile                    | 54' · 83'                |                          | Reinaldo Rueda           | Copa América 2019                   |
| 85                       | 21 de junio de 2019      | Arena Fonte Nova, Salvador, Brasil                              | Ecuador                  | 1-2                      | Chile                    |                          |                          | Reinaldo Rueda           | Copa América 2019                   |
| 86                       | 24 de junio de 2019      | Maracaná, Río de Janeiro, Brasil                                | Chile                    | 0-1                      | Uruguay                  |                          |                          | Reinaldo Rueda           | Copa América 2019                   |
| 87                       | 28 de junio de 2019      | Arena Corinthians, São Paulo, Brasil                            | Colombia                 | 0-0 4-5 p.               | Chile                    |                          |                          | Reinaldo Rueda           | Copa América 2019                   |
| 88                       | 3 de julio de 2019       | Arena do Gremio, Porto Alegre, Brasil                           | Chile                    | 0-3                      | Perú                     |                          |                          | Reinaldo Rueda           | Copa América 2019                   |
| 89                       | 6 de julio de 2019       | Arena Corinthians, São Paulo, Brasil                            | Argentina                | 2-1                      | Chile                    |                          |                          | Reinaldo Rueda           | Copa América 2019                   |
| 90                       | 5 de septiembre de 2019  | Los Angeles Memorial Sports Arena, California, EEUU             | Chile                    | 0-0                      | Argentina                |                          |                          | Reinaldo Rueda           | Amistoso                            |
| 91                       | 10 de septiembre de 2019 | Olímpico Metropolitano, San Pedro Sula, Honduras                | Honduras                 | 2-1                      | Chile                    |                          |                          | Reinaldo Rueda           | Amistoso                            |
| 92                       | 8 de octubre de 2020     | Estadio Centenario, Montevideo, Uruguay                         | Uruguay                  | 2-1                      | Chile                    |                          |                          | Reinaldo Rueda           | Clasificatorias a Catar 2022        |
| 93                       | 13 de octubre de 2020    | Estadio Nacional Julio Martínez Prádanos, Santiago, Chile       | Chile                    | 2-2                      | Colombia                 |                          |                          | Reinaldo Rueda           | Clasificatorias a Catar 2022        |
| 94                       | 3 de junio de 2021       | Estadio Único Madre de Ciudades, Santiago del Estero, Argentina | Argentina                | 1-1                      | Chile                    |                          |                          | Martín Lasarte           | Clasificatorias a Catar 2022        |
| 95                       | 8 de junio de 2021       | San Carlos de Apoquindo, Santiago, Chile                        | Chile                    | 1-1                      | Bolivia                  |                          |                          | Martín Lasarte           | Clasificatorias a Catar 2022        |
| 96                       | 14 de junio de 2021      | Estadio Nilton Santos, Brasilia, Brasil                         | Argentina                | 1-1                      | Chile                    | 57'                      |                          | Martín Lasarte           | Copa América 2021                   |
| 97                       | 18 de junio de 2021      | Arena Pantanal, Cuiabá, Brasil                                  | Chile                    | 1-0                      | Bolivia                  |                          | 10' a Ben Brereton       | Martín Lasarte           | Copa América 2021                   |
| 98                       | 21 de junio de 2021      | Arena Pantanal, Cuiabá, Brasil                                  | Uruguay                  | 1-1                      | Chile                    | 26'                      |                          | Martín Lasarte           | Copa América 2021                   |
| 99                       | 24 de junio de 2021      | Estadio Mané Garrincha, Brasilia, Brasil                        | Chile                    | 0-2                      | Paraguay                 |                          |                          | Martín Lasarte           | Copa América 2021                   |
| 100                      | 2 de julio de 2021       | Estadio Olímpico Nilton Santos, Río de Janeiro, Brasil          | Brasil                   | 1-0                      | Chile                    |                          |                          | Martín Lasarte           | Copa América 2021                   |
| 101                      | 2 de septiembre de 2021  | Estadio Monumental, Santiago, Chile                             | Chile                    | 0-1                      | Brasil                   |                          |                          | Martín Lasarte           | Clasificatorias a Catar 2022        |
| 102                      | 5 de septiembre de 2021  | Estadio Rodrigo Paz Delgado, Quito, Ecuador                     | Ecuador                  | 0-0                      | Chile                    |                          |                          | Martín Lasarte           | Clasificatorias a Catar 2022        |
| 103                      | 11 de noviembre de 2021  | Defensores del Chaco, Asunción, Paraguay                        | Paraguay                 | 0-1                      | Chile                    |                          |                          | Martín Lasarte           | Clasificatorias a Catar 2022        |
| 104                      | 16 de noviembre de 2021  | San Carlos de Apoquindo, Santiago, Chile                        | Chile                    | 0-2                      | Ecuador                  |                          |                          | Martín Lasarte           | Clasificatorias a Catar 2022        |
| 105                      | 27 de enero de 2022      | Estadio Zorros del Desierto, Calama, Chile                      | Chile                    | 1-2                      | Argentina                |                          |                          | Martín Lasarte           | Clasificatorias a Catar 2022        |
| 106                      | 24 de marzo de 2022      | Maracaná, Río de Janeiro, Brasil                                | Brasil                   | 4-0                      | Chile                    |                          |                          | Martín Lasarte           | Clasificatorias a Catar 2022        |
| 107                      | 22 de marzo de 2024      | Estadio Ennio Tardini, Parma, Italia                            | Albania                  | 0-3                      | Chile                    | 19'                      |                          | Ricardo Gareca           | Amistoso                            |
| 108                      | 26 de marzo de 2024      | Stade Vélodrome, Marsella, Francia                              | Francia                  | 3-2                      | Chile                    |                          |                          | Ricardo Gareca           | Amistoso                            |
| 109                      | 11 de junio de 2024      | Estadio Nacional Julio Martínez Prádanos, Santiago, Chile       | Chile                    | 3-0                      | Paraguay                 | 53'                      |                          | Ricardo Gareca           | Amistoso                            |
| 110                      | 21 de junio de 2024      | AT&T Stadium, Arlington, Estados Unidos                         | Perú                     | 0-0                      | Chile                    |                          |                          | Ricardo Gareca           | Copa América 2024                   |
| 111                      | 25 de junio de 2024      | MetLife Stadium, East Rutherford, Estados Unidos                | Argentina                | 1-0                      | Chile                    |                          |                          | Ricardo Gareca           | Copa América 2024                   |
| 112                      | 29 de junio de 2024      | Inter&Co Stadium, Orlando, Estados Unidos                       | Canadá                   | 0-0                      | Chile                    |                          |                          | Ricardo Gareca           | Copa América 2024                   |
| 113                      | 5 de septiembre de 2024  | Estadio Monumental, Buenos Aires, Brasil                        | Argentina                | 3-0                      | Chile                    |                          |                          | Ricardo Gareca           | Clasificatorias a Norteamérica 2026 |
| 114                      | 10 de septiembre de 2024 | Estadio Nacional Julio Martínez Prádanos, Santiago, Chile       | Chile                    | 1-2                      | Bolivia                  | 39'                      |                          | Ricardo Gareca           | Clasificatorias a Norteamérica 2026 |
| 115                      | 10 de octubre de 2024    | Estadio Nacional Julio Martínez Prádanos, Santiago, Chile       | Chile                    | 1-2                      | Brasil                   | 2'                       |                          | Ricardo Gareca           | Clasificatorias a Norteamérica 2026 |
| 116                      | 15 de octubre de 2024    | Estadio Metropolitano Roberto Meléndez, Barranquilla, Colombia  | Colombia                 | 4-0                      | Chile                    |                          |                          | Ricardo Gareca           | Clasificatorias a Norteamérica 2026 |
| 117                      | 15 de noviembre de 2024  | Estadio Monumental, Lima, Perú                                  | Perú                     | 0-0                      | Chile                    |                          |                          | Ricardo Gareca           | Clasificatorias a Norteamérica 2026 |
| 118                      | 19 de noviembre de 2024  | Estadio Nacional Julio Martínez Prádanos, Santiago, Chile       | Chile                    | 4-2                      | Venezuela                | 20'                      | 38' a Lucas Cepeda       | Ricardo Gareca           | Clasificatorias a Norteamérica 2026 |
| 119                      | 21 de marzo de 2025      | Defensores del Chaco, Asunción, Paraguay                        | Paraguay                 | 1-0                      | Chile                    |                          |                          | Ricardo Gareca           | Clasificatorias a Norteamérica 2026 |
| 120                      | 25 de marzo de 2025      | Estadio Nacional Julio Martínez Prádanos, Santiago, Chile       | Chile                    | 0-0                      | Ecuador                  |                          |                          | Ricardo Gareca           | Clasificatorias a Norteamérica 2026 |
| Total                    |                          |                                                                 | Presencias               | 120                      | Goles                    | 45                       | 10                       |                          |                                     |

| Selección chilena | Selección chilena | Selección chilena | Selección chilena |
| Año               | Partidos          | Goles             | Asis.             |
| ----------------- | ----------------- | ----------------- | ----------------- |
| 2009              | 1                 | 0                 | 0                 |
| 2010              | 2                 | 0                 | 0                 |
| 2011              | 6                 | 2                 | 0                 |
| 2012              | 6                 | 0                 | 1                 |
| 2013              | 12                | 9                 | 0                 |
| 2014              | 12                | 7                 | 2                 |
| 2015              | 13                | 7                 | 1                 |
| 2016              | 14                | 7                 | 1                 |
| 2017              | 15                | 3                 | 3                 |
| 2018              | 1                 | 0                 | 0                 |
| 2019              | 9                 | 3                 | 0                 |
| 2020              | 2                 | 0                 | 0                 |
| 2021              | 11                | 2                 | 1                 |
| 2022              | 2                 | 0                 | 0                 |
| 2023              | 0                 | 0                 | 0                 |
| 2024              | 12                | 5                 | 1                 |
| 2025              | 2                 | 0                 | 0                 |
| Total             | 118               | 45                | 10                |

### Goles con la Selección

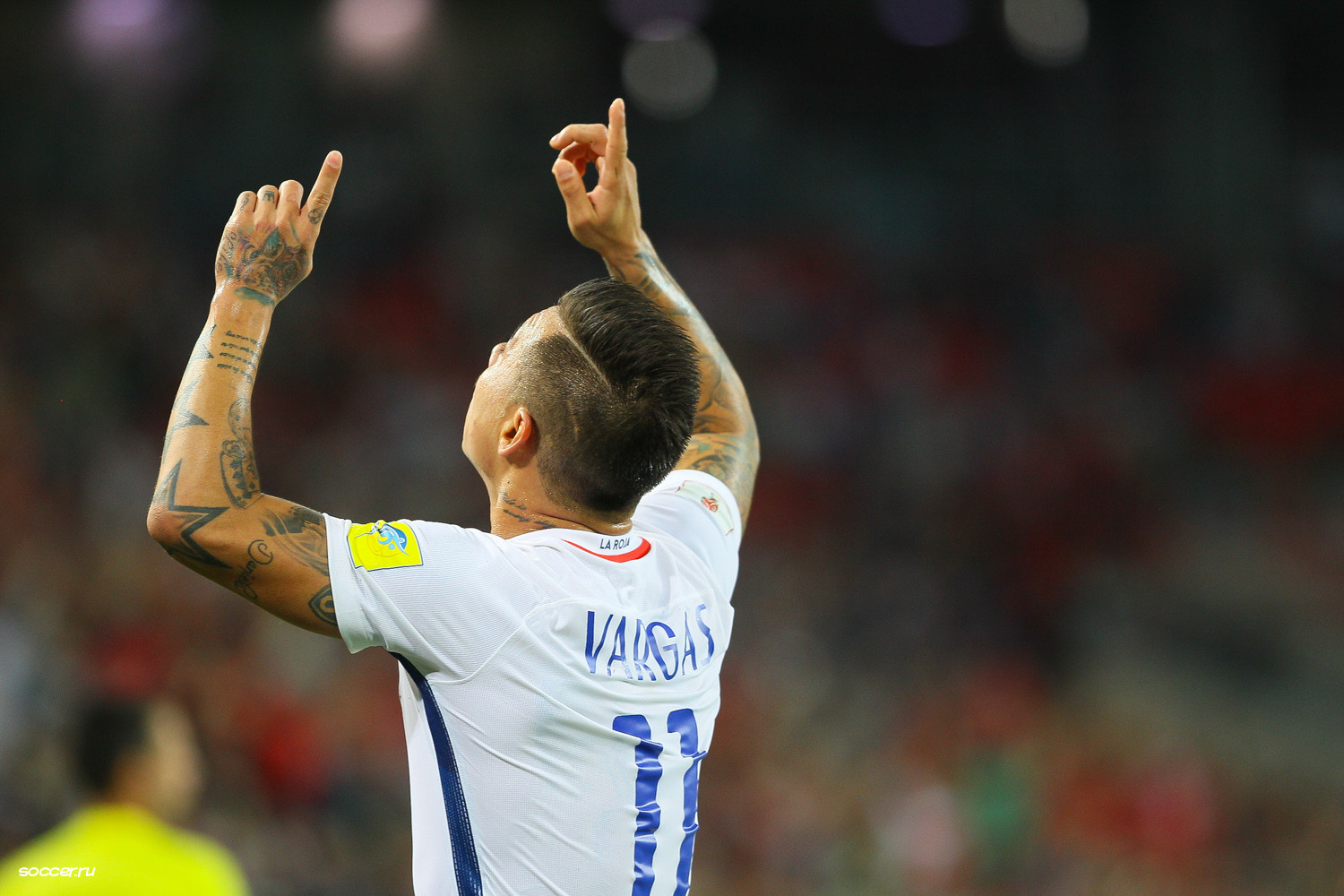
Eduardo Vargas lleva convertido 45 goles en 120 partidos por la selección chilena, lo que lo sitúa como segundo máximo goleador histórico detrás de Alexis Sánchez.

Actualizado hasta el 19 de noviembre de 2024.
| 1  | 2 de septiembre de 2011  | AFG Arena, San Galo, Suiza                | España            | 0 – 2 | 3 – 2 | Amistoso                            |
| 2  | 11 de octubre de 2011    | Estadio Monumental, Santiago, Chile       | Perú              | 2 – 0 | 4 – 2 | Clasificatorias a Brasil 2014       |
| 3  | 6 de febrero de 2013     | Vicente Calderón, Madrid, España          | Egipto            | 1 – 0 | 2 – 1 | Amistoso                            |
| 4  | 26 de marzo de 2013      | Estadio Nacional, Santiago, Chile         | Uruguay           | 2 – 0 | 2 – 0 | Clasificatorias a Brasil 2014       |
| 5  | 24 de abril de 2013      | Estadio Mineirão, Belo Horizonte, Brasil  | Brasil            | 2 – 2 | 2 – 2 | Amistoso                            |
| 6  | 7 de junio de 2013       | Defensores del Chaco, Asunción, Paraguay  | Paraguay          | 0 – 1 |       | Clasificatorias a Brasil 2014       |
| 7  | 11 de junio de 2013      | Estadio Nacional, Santiago, Chile         | Bolivia           | 1 – 0 | 3 – 1 | Clasificatorias a Brasil 2014       |
| 8  | 6 de septiembre de 2013  | Estadio Nacional, Santiago, Chile         | Venezuela         | 1 – 0 | 3 – 0 | Clasificatorias a Brasil 2014       |
| 9  | 10 de septiembre de 2013 | Stade de Genève, Ginebra, Suiza           | España            | 0 – 1 | 2 – 2 | Amistoso                            |
| 10 | 10 de septiembre de 2013 | Stade de Genève, Ginebra, Suiza           | España            | 1 – 2 | 2 – 2 | Amistoso                            |
| 11 | 19 de noviembre de 2013  | Rogers Centre, Toronto, Canadá            | Brasil            | 1 – 1 | 2 – 1 | Amistoso                            |
| 12 | 30 de mayo de 2014       | Estadio Nacional, Santiago, Chile         | Egipto            | 2 – 2 | 3 – 2 | Amistoso                            |
| 13 | 30 de mayo de 2014       | Estadio Nacional, Santiago, Chile         | Egipto            | 3 – 2 | 3 – 2 | Amistoso                            |
| 14 | 4 de junio de 2014       | Estadio Elías Figueroa, Valparaíso, Chile | Irlanda del Norte | 1 – 0 | 2 – 0 | Amistoso                            |
| 15 | 18 de junio de 2014      | Estadio Maracaná, Río de Janeiro, Brasil  | España            | 0 – 1 | 0 – 2 | Copa Mundial de 2014                |
| 16 | 10 de octubre de 2014    | Estadio Elías Figueroa, Valparaíso, Chile | Perú              | 1 – 0 | 3 – 0 | Amistoso                            |
| 17 | 10 de octubre de 2014    | Estadio Elías Figueroa, Valparaíso, Chile | Perú              | 3-0   | 3 – 0 | Amistoso                            |
| 18 | 14 de noviembre de 2014  | Estadio CAP, Talcahuano, Chile            | Venezuela         | 3 – 0 | 5 – 0 | Amistoso                            |
| 19 | 11 de junio de 2015      | Estadio Nacional, Santiago, Chile         | Ecuador           | 2 – 0 | 2 – 0 | Copa América 2015                   |
| 20 | 15 de junio de 2015      | Estadio Nacional, Santiago, Chile         | México            | 2 – 2 | 3 – 3 | Copa América 2015                   |
| 21 | 29 de junio de 2015      | Estadio Nacional, Santiago, Chile         | Perú              | 1– 0  | 2 – 1 | Copa América 2015                   |
| 22 | 29 de junio de 2015      | Estadio Nacional, Santiago, Chile         | Perú              | 2 – 1 | 2 – 1 | Copa América 2015                   |
| 23 | 8 de octubre de 2015     | Estadio Nacional, Santiago, Chile         | Brasil            | 1 – 0 | 2 – 0 | Clasificatorias a Rusia 2018        |
| 24 | 13 de octubre de 2015    | Estadio Nacional, Lima, Perú              | Perú              | 2 – 2 | 3 – 4 | Clasificatorias a Rusia 2018        |
| 25 | 13 de octubre de 2015    | Estadio Nacional, Lima, Perú              | Perú              | 2 – 4 | 3 – 4 | Clasificatorias a Rusia 2018        |
| 26 | 14 de junio de 2016      | Lincoln Financial Field, Filadelfia, EEUU | Panamá            | 1 –1  | 4 – 2 | Copa América Centenario             |
| 27 | 14 de junio de 2016      | Lincoln Financial Field, Filadelfia, EEUU | Panamá            | 2 –1  | 4 – 2 | Copa América Centenario             |
| 28 | 18 de junio de 2016      | Levi's Stadium, Santa Clara, EEUU         | México            | 0 – 2 | 0 – 7 | Copa América Centenario             |
| 29 | 18 de junio de 2016      | Levi's Stadium, Santa Clara, EEUU         | México            | 0 – 4 | 0 – 7 | Copa América Centenario             |
| 30 | 18 de junio de 2016      | Levi's Stadium, Santa Clara, EEUU         | México            | 0 – 5 | 0 – 7 | Copa América Centenario             |
| 31 | 18 de junio de 2016      | Levi's Stadium, Santa Clara, EEUU         | México            | 0 – 6 | 0 – 7 | Copa América Centenario             |
| 32 | 15 de noviembre de 2016  | Estadio Nacional, Santiago, Chile         | Uruguay           | 1 – 1 | 3 – 1 | Clasificatorias a Rusia 2018        |
| 33 | 13 de junio de 2017      | Cluj Arena, Cluj, Rumanía                 | Rumania           | 0 – 1 | 3 – 2 | Amistoso                            |
| 34 | 18 de junio de 2017      | Otkrytie Arena, Moscú, Rusia              | Camerún           | 0 – 2 | 0 – 2 | Copa Confederaciones 2017           |
| 35 | 5 de octubre de 2017     | Estadio Monumental, Santiago, Chile       | Ecuador           | 1 – 0 | 2 – 1 | Clasificatorias a Rusia 2018        |
| 36 | 6 de junio de 2019       | Estadio La Portada, La Serena, Chile      | Haití             | 1 – 1 | 2 – 1 | Amistoso                            |
| 37 | 17 de junio de 2019      | Estadio Morumbi, São Paulo, Brasil        | Japón             | 0 – 2 | 0 – 4 | Copa América 2019                   |
| 38 | 17 de junio de 2019      | Estadio Morumbi, São Paulo, Brasil        | Japón             | 0 – 4 | 0 – 4 | Copa América 2019                   |
| 39 | 14 de junio de 2021      | Nilton Santos, Brasilia, Brasil           | Argentina         | 1 – 1 | 1 – 1 | Copa América 2021                   |
| 40 | 21 de junio de 2021      | Arena Pantanal, Cuiabá, Brasil            | Uruguay           | 0 – 1 | 1 – 1 | Copa América 2021                   |
| 41 | 22 de marzo de 2024      | Ennio Tardini, Parma, Italia              | Albania           | 0 – 1 | 0 – 3 | Amistoso                            |
| 42 | 11 de junio de 2024      | Estadio Nacional, Santiago, Chile         | Paraguay          | 3 – 0 | 3 – 0 | Amistoso                            |
| 43 | 10 de septiembre de 2024 | Estadio Nacional, Santiago, Chile         | Bolivia           | 1 – 1 | 1 – 2 | Clasificatorias a Norteamérica 2026 |
| 44 | 10 de octubre de 2024    | Estadio Nacional, Santiago, Chile         | Brasil            | 1 – 0 | 1 – 2 | Clasificatorias a Norteamérica 2026 |
| 45 | 19 de noviembre de 2024  | Estadio Nacional, Santiago, Chile         | Venezuela         | 1 – 1 | 4 – 2 | Clasificatorias a Norteamérica 2026 |

## Estadísticas

### Clubes
| Club                           | Div.          | Temporada     | Liga  | Liga  | Liga   | Regional | Regional | Regional | Copas nacionales | Copas nacionales | Copas nacionales | Torneos internacionales | Torneos internacionales | Torneos internacionales | Total | Total | Total  | Media goleadora |
| Club                           | Div.          | Temporada     | Part. | Goles | Asist. | Part.    | Goles    | Asist.   | Part.            | Goles            | Asist.           | Part.                   | Goles                   | Asist.                  | Part. | Goles | Asist. | Media goleadora |
| ------------------------------ | ------------- | ------------- | ----- | ----- | ------ | -------- | -------- | -------- | ---------------- | ---------------- | ---------------- | ----------------------- | ----------------------- | ----------------------- | ----- | ----- | ------ | --------------- |
| Cobreloa B · Chile             | 3.ª           | 2006          | 12    | 2     | 3      | —        | —        | —        | —                | —                | —                | —                       | —                       | —                       | 12    | 2     | 3      | 0,17            |
| Cobreloa B · Chile             | Total club    | Total club    | 12    | 2     | 3      | 0        | 0        | 0        | 0                | 0                | 0                | 0                       | 0                       | 0                       | 12    | 2     | 3      | 0,17            |
| Cobreloa · Chile               | 1.ª           | 2006          | 3     | 0     | 0      | —        | —        | —        | —                | —                | —                | —                       | —                       | —                       | 3     | 0     | 0      | 0,00            |
| Cobreloa · Chile               | 1.ª           | 2007          | 5     | 0     | 0      | —        | —        | —        | —                | —                | —                | —                       | —                       | —                       | 5     | 0     | 0      | 0,00            |
| Cobreloa · Chile               | 1.ª           | 2008          | 20    | 4     | 6      | —        | —        | —        | 2                | 0                | 1                | —                       | —                       | —                       | 22    | 4     | 7      | 0,18            |
| Cobreloa · Chile               | 1.ª           | 2009          | 24    | 4     | 5      | —        | —        | —        | 1                | 1                | 0                | —                       | —                       | —                       | 25    | 5     | 5      | 0,20            |
| Cobreloa · Chile               | Total club    | Total club    | 52    | 8     | 11     | 0        | 0        | 0        | 3                | 1                | 1                | 0                       | 0                       | 0                       | 55    | 9     | 12     | 0,16            |
| Universidad de Chile · Chile   | 1.ª           | 2010          | 18    | 1     | 1      | —        | —        | —        | —                | —                | —                | 10                      | 2                       | 0                       | 28    | 3     | 1      | 0,11            |
| Universidad de Chile · Chile   | 1.ª           | 2011          | 36    | 16    | 10     | —        | —        | —        | 3                | 1                | 1                | 12                      | 11                      | 2                       | 51    | 28    | 13     | 0,55            |
| Universidad de Chile · Chile   | Total club    | Total club    | 54    | 17    | 11     | 0        | 0        | 0        | 3                | 1                | 1                | 22                      | 13                      | 2                       | 79    | 31    | 14     | 0,39            |
| SSC Napoli · Italia            | 1.ª           | 2011-12       | 10    | 0     | 0      | —        | —        | —        | 2                | 0                | 0                | 1                       | 0                       | 0                       | 13    | 0     | 0      | 0,00            |
| SSC Napoli · Italia            | 1.ª           | 2012-13       | 9     | 0     | 1      | —        | —        | —        | —                | —                | —                | 6                       | 3                       | 0                       | 15    | 3     | 1      | 0,20            |
| SSC Napoli · Italia            | Total club    | Total club    | 19    | 0     | 1      | 0        | 0        | 0        | 2                | 0                | 0                | 7                       | 3                       | 0                       | 28    | 3     | 1      | 0,11            |
| Grêmio · Brasil                | 1.ª           | 2013          | 18    | 6     | 1      | 6        | 1        | 1        | 3                | 0                | 0                | 10                      | 2                       | 0                       | 37    | 9     | 2      | 0,24            |
| Grêmio · Brasil                | Total club    | Total club    | 18    | 6     | 1      | 6        | 1        | 1        | 3                | 0                | 0                | 10                      | 2                       | 0                       | 37    | 9     | 2      | 0,24            |
| Valencia CF · España           | 1.ª           | 2013-14       | 17    | 3     | 1      | —        | —        | —        | —                | —                | —                | 8                       | 2                       | 3                       | 25    | 5     | 4      | 0,20            |
| Valencia CF · España           | Total club    | Total club    | 17    | 3     | 1      | 0        | 0        | 0        | 0                | 0                | 0                | 8                       | 2                       | 3                       | 25    | 5     | 4      | 0,20            |
| QPR Inglaterra                 | 1.ª           | 2014-15       | 21    | 3     | 2      | —        | —        | —        | 1                | 0                | 0                | —                       | —                       | —                       | 22    | 3     | 2      | 0,14            |
| QPR Inglaterra                 | Total club    | Total club    | 21    | 3     | 2      | 0        | 0        | 0        | 1                | 0                | 0                | 0                       | 0                       | 0                       | 22    | 3     | 2      | 0,14            |
| TSG 1899 Hoffenheim · Alemania | 1.ª           | 2015-16       | 24    | 2     | 5      | —        | —        | —        | —                | —                | —                | —                       | —                       | —                       | 24    | 2     | 5      | 0,08            |
| TSG 1899 Hoffenheim · Alemania | 1.ª           | 2016-17       | 5     | 0     | 0      | —        | —        | —        | 1                | 0                | 0                | —                       | —                       | —                       | 6     | 0     | 0      | 0,00            |
| TSG 1899 Hoffenheim · Alemania | Total club    | Total club    | 29    | 2     | 5      | 0        | 0        | 0        | 1                | 0                | 0                | 0                       | 0                       | 0                       | 30    | 2     | 5      | 0,07            |
| Tigres UANL · México           | 1.ª           | 2017          | 12    | 1     | 1      | —        | —        | —        | 1                | 1                | 0                | 6                       | 2                       | 0                       | 19    | 4     | 1      | 0,21            |
| Tigres UANL · México           | 1.ª           | 2017-18       | 39    | 10    | 5      | —        | —        | —        | 1                | 0                | 0                | 4                       | 2                       | 0                       | 44    | 12    | 5      | 0,27            |
| Tigres UANL · México           | 1.ª           | 2018-19       | 34    | 11    | 2      | —        | —        | —        | 6                | 4                | 2                | 9                       | 2                       | 1                       | 49    | 17    | 5      | 0,35            |
| Tigres UANL · México           | 1.ª           | 2019-20       | 19    | 4     | 2      | —        | —        | —        | 1                | 0                | 0                | 5                       | 2                       | 1                       | 25    | 6     | 3      | 0,24            |
| Tigres UANL · México           | 1.ª           | 2020          | 14    | 3     | 1      | —        | —        | —        | —                | —                | —                | —                       | —                       | —                       | 14    | 3     | 1      | 0,21            |
| Tigres UANL · México           | Total club    | Total club    | 118   | 29    | 11     | 0        | 0        | 0        | 9                | 5                | 2                | 24                      | 8                       | 2                       | 151   | 42    | 15     | 0,27            |
| Atlético Mineiro · Brasil      | 1.ª           | 2020          | 16    | 2     | 2      | —        | —        | —        | —                | —                | —                | —                       | —                       | —                       | 16    | 2     | 2      | 0.13            |
| Atlético Mineiro · Brasil      | 1.ª           | 2021          | 16    | 4     | 2      | 9        | 3        | 1        | 7                | 3                | 2                | 11                      | 3                       | 0                       | 43    | 13    | 5      | 0.3             |
| Atlético Mineiro · Brasil      | 1.ª           | 2022          | 24    | 5     | 3      | 4        | 1        | 1        | 4                | 0                | 1                | 7                       | 0                       | 0                       | 39    | 6     | 5      | 0.15            |
| Atlético Mineiro · Brasil      | 1.ª           | 2023          | 12    | 1     | 0      | 9        | 2        | 1        | 3                | 0                | 0                | 7                       | 0                       | 0                       | 31    | 3     | 1      | 0.1             |
| Atlético Mineiro · Brasil      | 1.ª           | 2024          | 23    | 8     | 2      | 4        | 0        | 0        | 5                | 0                | 0                | 6                       | 1                       | 1                       | 38    | 9     | 3      | 0.24            |
| Atlético Mineiro · Brasil      | Total club    | Total club    | 91    | 20    | 9      | 26       | 6        | 3        | 19               | 3                | 3                | 31                      | 4                       | 1                       | 167   | 33    | 16     | 0.2             |
| Nacional · Uruguay             | 1.ª           | 2025          | 12    | 2     | 0      | —        | —        | —        | 0                | 0                | 0                | 4                       | 0                       | 0                       | 16    | 2     | 0      | 0.13            |
| Nacional · Uruguay             | Total club    | Total club    | 12    | 2     | 0      | 0        | 0        | 0        | 0                | 0                | 0                | 4                       | 0                       | 0                       | 16    | 2     | 0      | 0.13            |
| Audax Italiano · Chile         | 1.ª           | 2025          | 3     | 0     | 0      | —        | —        | —        | 0                | 0                | 0                | —                       | —                       | —                       | 3     | 0     | 0      | 0               |
| Audax Italiano · Chile         | Total club    | Total club    | 3     | 0     | 0      | 0        | 0        | 0        | 0                | 0                | 0                | 0                       | 0                       | 0                       | 3     | 0     | 0      | 0               |
| Total carrera                  | Total carrera | Total carrera | 446   | 92    | 55     | 32       | 7        | 4        | 41               | 10               | 7                | 106                     | 32                      | 8                       | 625   | 141   | 74     | 0.23            |
| 1. 2. 3. 4.                    |               |               |       |       |        |          |          |          |                  |                  |                  |                         |                         |                         |       |       |        |                 |

### Selecciones
| Selección      | Año           | Amistosos | Amistosos | Amistosos | Sudamérica | Sudamérica | Sudamérica | Mundial | Mundial | Mundial | Total | Total | Total  | Media goleadora |
| Selección      | Año           | Part.     | Goles     | Asist.    | Part.      | Goles      | Asist.     | Part.   | Goles   | Asist.  | Part. | Goles | Asist. | Media goleadora |
| -------------- | ------------- | --------- | --------- | --------- | ---------- | ---------- | ---------- | ------- | ------- | ------- | ----- | ----- | ------ | --------------- |
| Sub-20 · Chile | 2008          | 14        | 10        | 3         | —          | —          | —          | —       | —       | —       | 14    | 10    | 3      | 0.71            |
| Sub-20 · Chile | Total         | 14        | 10        | 3         | 0          | 0          | 0          | 0       | 0       | 0       | 14    | 10    | 3      | 0.71            |
| Sub-21 · Chile | 2009          | 5         | 3         | 0         | —          | —          | —          | —       | —       | —       | 5     | 3     | 0      | 0.6             |
| Sub-21 · Chile | Total         | 5         | 3         | 0         | 0          | 0          | 0          | 0       | 0       | 0       | 5     | 3     | 0      | 0.6             |
| Sub-22 · Chile | 2010          | 3         | 0         | 0         | —          | —          | —          | —       | —       | —       | 3     | 0     | 0      | 0.00            |
| Sub-22 · Chile | Total         | 3         | 0         | 0         | 0          | 0          | 0          | 0       | 0       | 0       | 3     | 0     | 0      | 0.00            |
| Sub-23 · Chile | 2008          | 8         | 2         | 1         | —          | —          | —          | —       | —       | —       | 8     | 2     | 1      | 0.25            |
| Sub-23 · Chile | Total         | 8         | 2         | 1         | 0          | 0          | 0          | 0       | 0       | 0       | 8     | 2     | 1      | 0.25            |
| Adulta · Chile | 2009          | 1         | 0         | 0         | —          | —          | —          | —       | —       | —       | 1     | 0     | 0      | 0.00            |
| Adulta · Chile | 2010          | 2         | 0         | 0         | —          | —          | —          | —       | —       | —       | 2     | 0     | 0      | 0.00            |
| Adulta · Chile | 2011          | 2         | 1         | 0         | 4          | 1          | 0          | —       | —       | —       | 6     | 2     | 0      | 0.33            |
| Adulta · Chile | 2012          | 3         | 0         | 0         | 3          | 0          | 1          | —       | —       | —       | 6     | 0     | 1      | 0.00            |
| Adulta · Chile | 2013          | 5         | 5         | 0         | 7          | 4          | 0          | —       | —       | —       | 12    | 9     | 0      | 0.75            |
| Adulta · Chile | 2014          | 8         | 6         | 0         | —          | —          | —          | 4       | 1       | 2       | 12    | 7     | 2      | 0.58            |
| Adulta · Chile | 2015          | 3         | 0         | 0         | 10         | 7          | 1          | —       | —       | —       | 13    | 7     | 1      | 0.54            |
| Adulta · Chile | 2016          | 2         | 0         | 0         | 12         | 7          | 1          | —       | —       | —       | 14    | 7     | 1      | 0.5             |
| Adulta · Chile | 2017          | 4         | 1         | 2         | 6          | 1          | 0          | 5       | 1       | 1       | 15    | 3     | 3      | 0.2             |
| Adulta · Chile | 2018          | 1         | 0         | 0         | —          | —          | —          | —       | —       | —       | 1     | 0     | 0      | 0.00            |
| Adulta · Chile | 2019          | 3         | 1         | 0         | 6          | 2          | 0          | —       | —       | —       | 9     | 3     | 0      | 0.33            |
| Adulta · Chile | 2020          | —         | —         | —         | 2          | 0          | 0          | —       | —       | —       | 2     | 0     | 0      | 0               |
| Adulta · Chile | 2021          | —         | —         | —         | 11         | 2          | 1          | —       | —       | —       | 11    | 2     | 1      | 0.18            |
| Adulta · Chile | 2022          | —         | —         | —         | 2          | 0          | 0          | —       | —       | —       | 2     | 0     | 0      | 0.00            |
| Adulta · Chile | 2024          | 3         | 2         | 0         | 9          | 3          | 1          | —       | —       | —       | 12    | 5     | 1      | 0.42            |
| Adulta · Chile | 2025          | —         | —         | —         | 2          | 0          | 0          | —       | —       | —       | 2     | 0     | 0      | 0.00            |
| Adulta · Chile | Total         | 37        | 16        | 2         | 74         | 27         | 5          | 9       | 2       | 3       | 120   | 45    | 10     | 0.38            |
| Total carrera  | Total carrera | 67        | 31        | 6         | 74         | 27         | 5          | 9       | 2       | 3       | 150   | 60    | 14     | 0.4             |
| 1. 2.          |               |           |           |           |            |            |            |         |         |         |       |       |        |                 |

### Resumen estadístico
| Competición           | Partidos | Goles | Promedio | Asistencias | Promedio | Goles y asistencias | Promedio |
| --------------------- | -------- | ----- | -------- | ----------- | -------- | ------------------- | -------- |
| Primera División      | 424      | 89    | 0.21     | 52          | 0.12     | 141                 | 0.33     |
| Tercera División      | 12       | 2     | 0.17     | 3           | 0.25     | 5                   | 0.42     |
| Regional              | 32       | 7     | 0.22     | 4           | 0.13     | 11                  | 0.34     |
| Copas nacionales      | 41       | 10    | 0.24     | 7           | 0.17     | 17                  | 0.41     |
| Copas internacionales | 102      | 32    | 0.31     | 8           | 0.08     | 40                  | 0.39     |
| Selección absoluta    | 120      | 45    | 0.38     | 10          | 0.08     | 55                  | 0.46     |
| Selección sub-23      | 8        | 2     | 0.25     | 1           | 0.13     | 3                   | 0.38     |
| Selección sub-22      | 3        | 0     | 0.00     | 0           | 0.00     | 0                   | 0.00     |
| Selección sub-21      | 5        | 3     | 0.6      | 0           | 0,00     | 3                   | 0.6      |
| Selección sub-20      | 14       | 10    | 0.71     | 3           | 0.21     | 13                  | 0.93     |
| Total                 | 761      | 200   | 0.26     | 88          | 0.12     | 288                 | 0.38     |

### Hat-tricks
| Partidos en los que anotó tres o más goles | Partidos en los que anotó tres o más goles | Partidos en los que anotó tres o más goles | Partidos en los que anotó tres o más goles | Partidos en los que anotó tres o más goles | Partidos en los que anotó tres o más goles | Partidos en los que anotó tres o más goles |
| N.º                                        | Fecha                                      | Estadio                                    | Partido                                    | Goles                                      | Resultado                                  | Competición                                |
| ------------------------------------------ | ------------------------------------------ | ------------------------------------------ | ------------------------------------------ | ------------------------------------------ | ------------------------------------------ | ------------------------------------------ |
| 1                                          | 28 de julio de 2008                        | Ballymena Showgrounds, Ballymena           | Chile Sub-20 - Gales Sub-20                |                                            | 5 - 0                                      | Copa Milk 2008                             |
| 2                                          | 1 de septiembre de 2011                    | Deportivo Abtwil, Abtwil                   | FC Abtwil-Engelburg - Chile                |                                            | 1 - 13                                     | Amistoso                                   |
| 3                                          | 20 de septiembre de 2012                   | San Paolo, Nápoles                         | SSC Napoli - AIK Solna                     |                                            | 4 - 0                                      | Liga Europa de la UEFA 2012-13             |
| 4                                          | 18 de junio de 2016                        | Levi's Stadium, Santa Clara                | Chile - México                             |                                            | 7 - 0                                      | Copa América Centenario                    |

## Palmarés

### Campeonatos regionales
| Título             | Club             | País   | Año  |
| ------------------ | ---------------- | ------ | ---- |
| Campeonato Mineiro | Atlético Mineiro | Brasil | 2021 |
| Campeonato Mineiro | Atlético Mineiro | Brasil | 2022 |
| Campeonato Mineiro | Atlético Mineiro | Brasil | 2023 |
| Campeonato Mineiro | Atlético Mineiro | Brasil | 2024 |

### Campeonatos nacionales
| Título               | Club                 | País   | Año     |
| -------------------- | -------------------- | ------ | ------- |
| Primera División     | Universidad de Chile | Chile  | 2011-A  |
| Primera División     | Universidad de Chile | Chile  | 2011-C  |
| Copa Italia          | Napoli               | Italia | 2011-12 |
| Campeón de Campeones | Tigres UANL          | México | 2016-17 |
| Liga MX              | Tigres UANL          | México | 2017-A  |
| Campeón de Campeones | Tigres UANL          | México | 2017-18 |
| Liga MX              | Tigres UANL          | México | 2019-C  |
| Serie A              | Atlético Mineiro     | Brasil | 2021    |
| Copa de Brasil       | Atlético Mineiro     | Brasil | 2021    |
| Supercopa de Brasil  | Atlético Mineiro     | Brasil | 2022    |

### Campeonatos internacionales
| Título                           | Club (*)             | Sede           | Año  |
| -------------------------------- | -------------------- | -------------- | ---- |
| Copa Sudamericana                | Universidad de Chile | Chile          | 2011 |
| Copa América                     | Selección de Chile   | Chile          | 2015 |
| Copa América Centenario          | Selección de Chile   | Estados Unidos | 2016 |
| Liga de Campeones de la Concacaf | Tigres UANL          | Estados Unidos | 2020 |

### Distinciones individuales
| Distinción                                                                              | Año     |
| --------------------------------------------------------------------------------------- | ------- |
| Mejor Jugador del Apertura 2011                                                         | 2011    |
| Mejor Delantero del Apertura 2011                                                       | 2011    |
| Bota de Oro de la Copa Sudamericana (11 goles)                                          | 2011    |
| Mejor jugador de la Copa Sudamericana 2011                                              | 2011    |
| Mejor Deportista del Fútbol Profesional (Círculo de Periodistas Deportivos de Chile)    | 2011    |
| Parte del Equipo Ideal de El Gráfico Chile                                              | 2011    |
| Mejor Jugador del Año por El Gráfico Chile                                              | 2011    |
| Balón de Oro del Campeonato Chileno                                                     | 2011    |
| Hijo Ilustre de Renca                                                                   | 2011    |
| Parte del Equipo Ideal de América                                                       | 2011    |
| 2° mejor jugador de América (70 votos)                                                  | 2011    |
| Mastercard Man of the Match del Partido Chile – Perú de la Copa América 2015            | 2015    |
| Bota de Oro de la Copa América 2015 (4 goles)                                           | 2015    |
| Equipo ideal de la Copa América 2015                                                    | 2015    |
| Dentro de los jugadores nominado a Balón de Oro de la FIFA                              | 2015    |
| Incluido dentro de las 50 mejores figuras históricas de Universidad de Chile por AS.com | 2016    |
| Incluido dentro de los 10 jugadores que han marcado la historia de Universidad de Chile | 2016    |
| Jugador del Partido Chile – Panamá de la Copa América Centenario                        | 2016    |
| Jugador del Partido México – Chile de la Copa América Centenario                        | 2016    |
| Bota de Oro de la Copa América Centenario (6 goles)                                     | 2016    |
| Equipo ideal de la Copa América Centenario 2016                                         | 2016    |
| Mejor Jugador China Cup 2017                                                            | 2017    |
| Equipo ideal de la Liga MX (Fecha 9)                                                    | 2017    |
| Equipo ideal de la Liga MX (Fecha 14)                                                   | 2019    |
| Parte del Equipo Ideal de la Década en el Fútbol Chileno (diario El Mercurio)           | 2010-19 |

## Datos extras y récords
- Eduardo Vargas tiene su propia calle en la localidad de Renca. Se trata de "Eduardo Vargas Rojas", que fue rebautizada así en homenaje al jugador. Asimismo fue declarado "hijo ilustre de la comuna".[127]
- Tiene el registro de ser el único jugador de la Selección de fútbol de Chile en marcar 7 goles en 6 encuentros consecutivamente superando a jugadores como Marcelo Salas y Carlos Caszely. Las selecciones a las cuales les marcó de forma consecutiva fueron: Uruguay, Brasil, Paraguay, Bolivia, Venezuela y España (2 goles).[128]
- Es el máximo goleador de la Universidad de Chile en torneos internacionales, con 13 tantos, los cuales fueron anotados en la Copa Libertadores 2010 y la Copa Sudamericana 2011, superando así el registro hecho por Marcelo Salas, quien marcó 12 goles.[129]
- Es el máximo goleador histórico en una sola edición de la Copa Sudamericana con 11 anotaciones, en la campaña donde salió campeón con el Club Universidad de Chile durante el año 2011.[130]
- Es el primer jugador sudamericano que ha militado en las cuatro ligas más importantes de Europa, como son la Serie A de Italia (Napoli), la Primera División de España (Valencia FC), la Premier League de Inglaterra (Queens Park Rangers) y la Bundesliga Alemana (Hoffenheim).[131]
- A nivel de Selección ha tenido participaciones clave en las últimas copas importantes, las cuales han coincidido en el mismo día "18 de junio". El primero en el Mundial de Brasil 2014, haciendo un gol contra España, el segundo fue en la Copa América Centenario, haciendo 4 goles a México, y el tercero en la Copa Confederaciones 2017, donde hizo un gol contra Camerún.[132]
- Es el primer jugador con gol anulado y gol concedido por el sistema VAR en un mismo partido.[133]
- Es el máximo goleador chileno en Copa América con 13 anotaciones.[134]
- Debido a su venta al Atlético Mineiro de Brasil a finales de 2020, Vargas no pudo jugar la semifinal y final de la Liga de Campeones de la Concacaf 2020. Sin embargo, él figura como parte del equipo campeón de Tigres UANL, dado que participó en 4 partidos de ese torneo.[135]